# Tanc

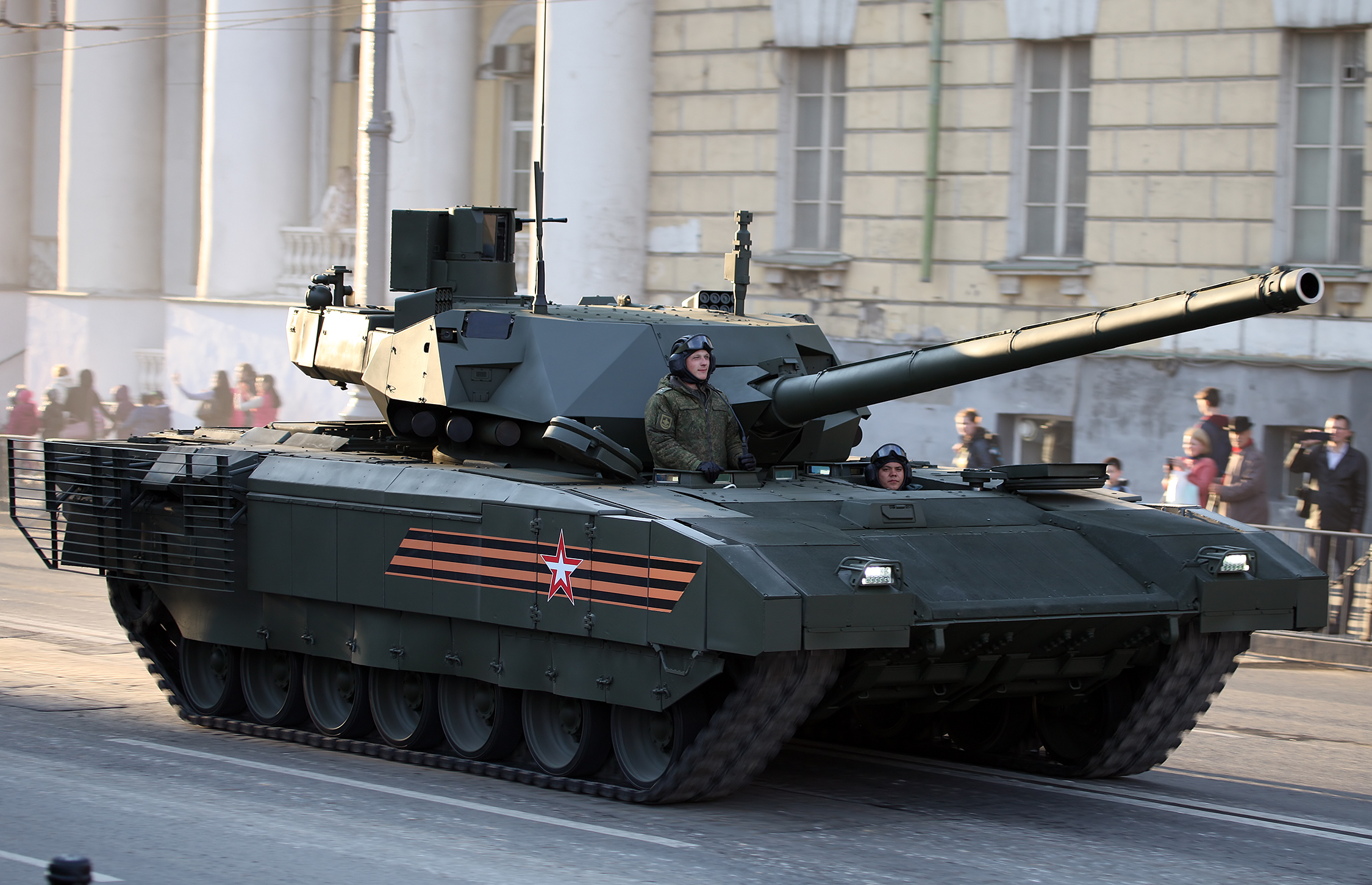
Tanc T-14.

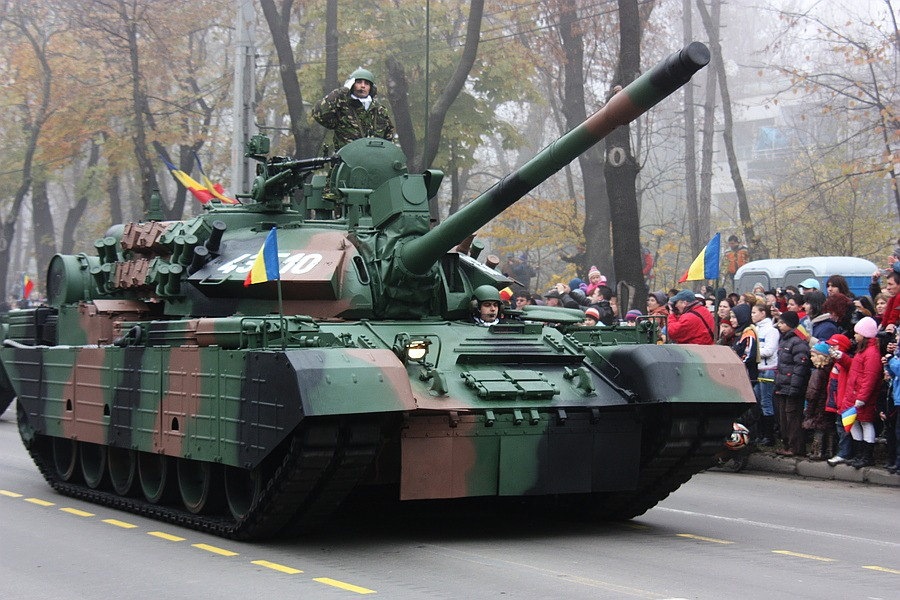
Tancul TR-85 M1 „Bizonul” fabricat în România.

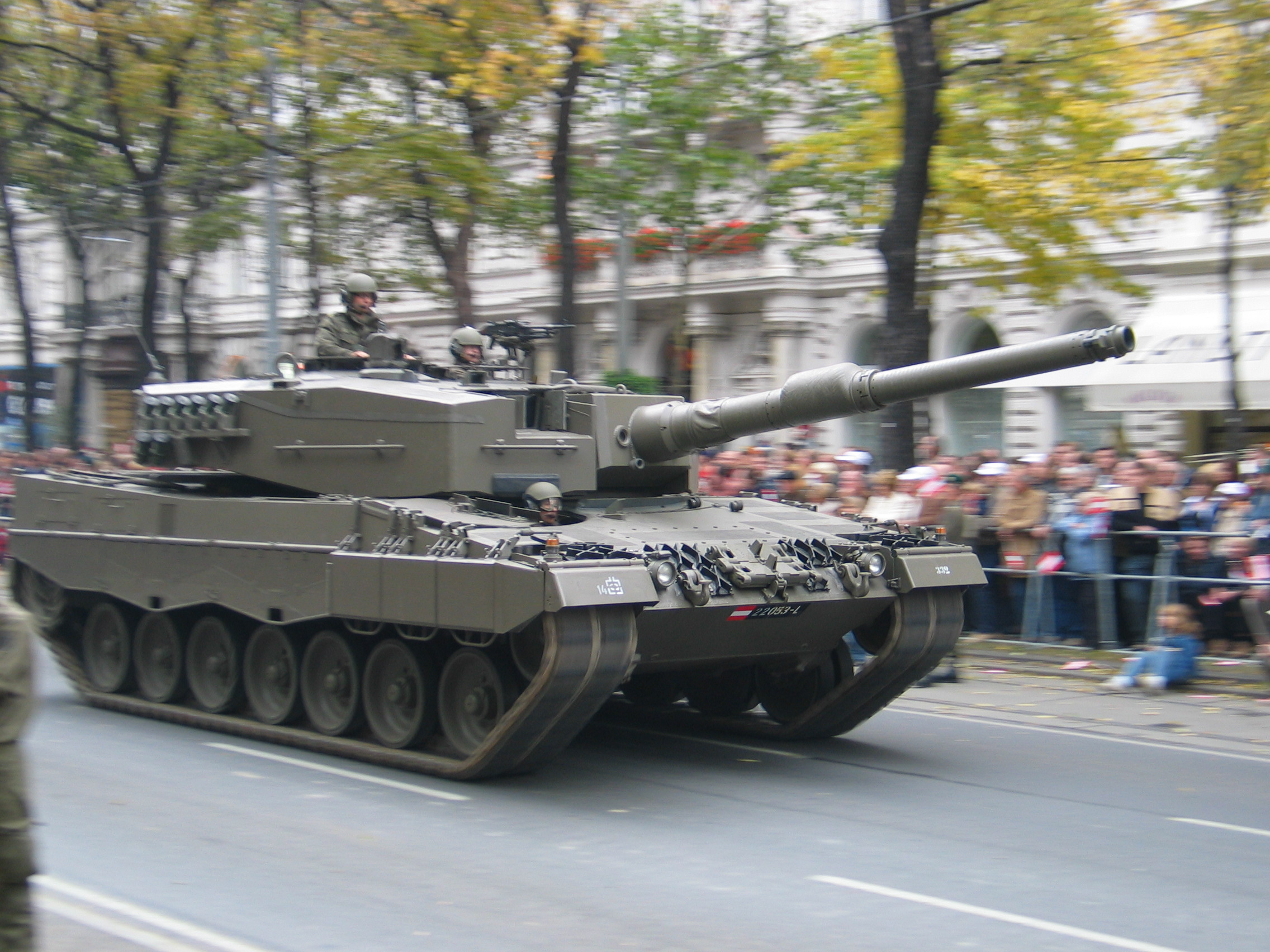
Leopard 2A4 de fabricație germană.

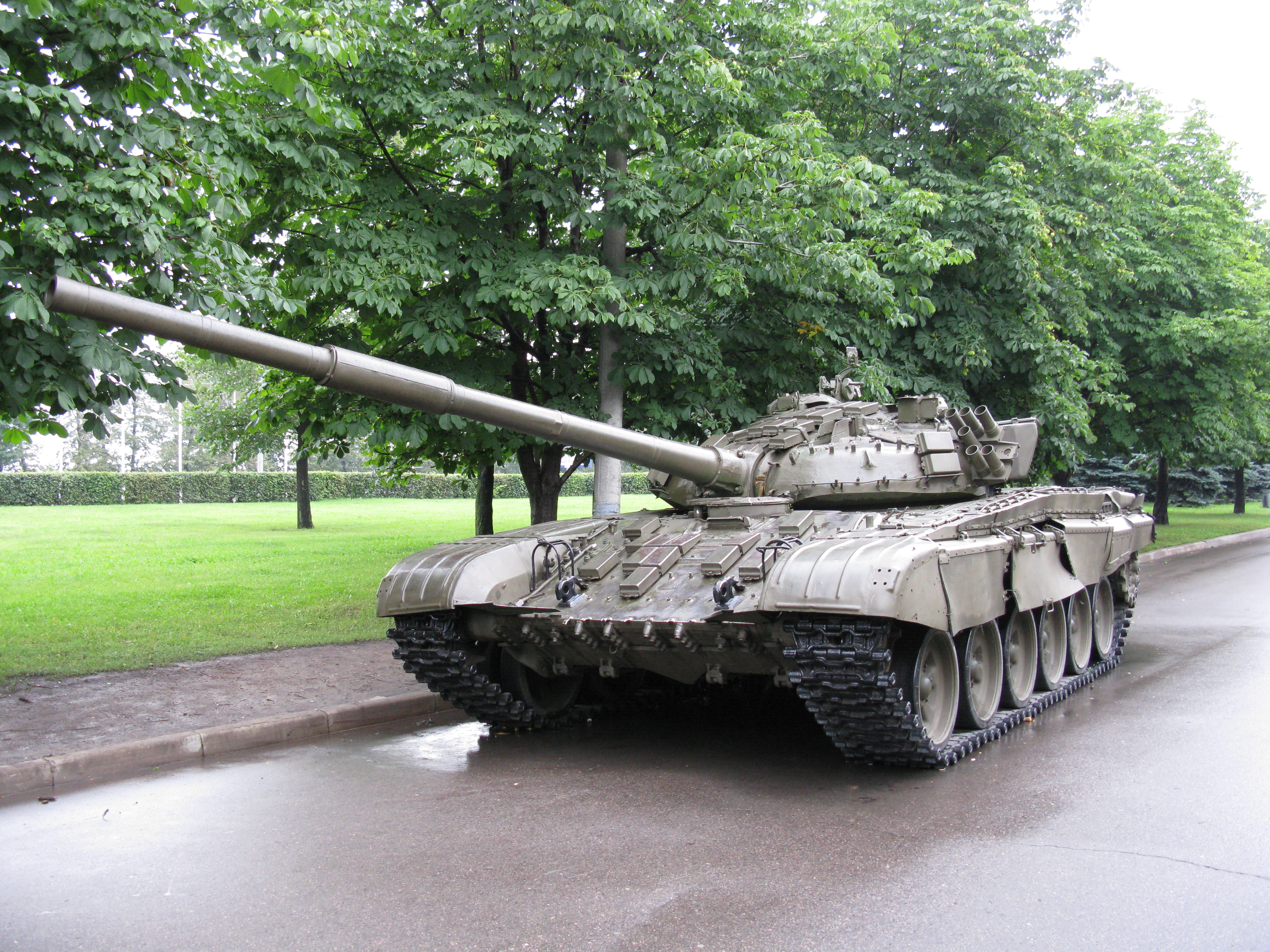
Tancul rusesc T-72.

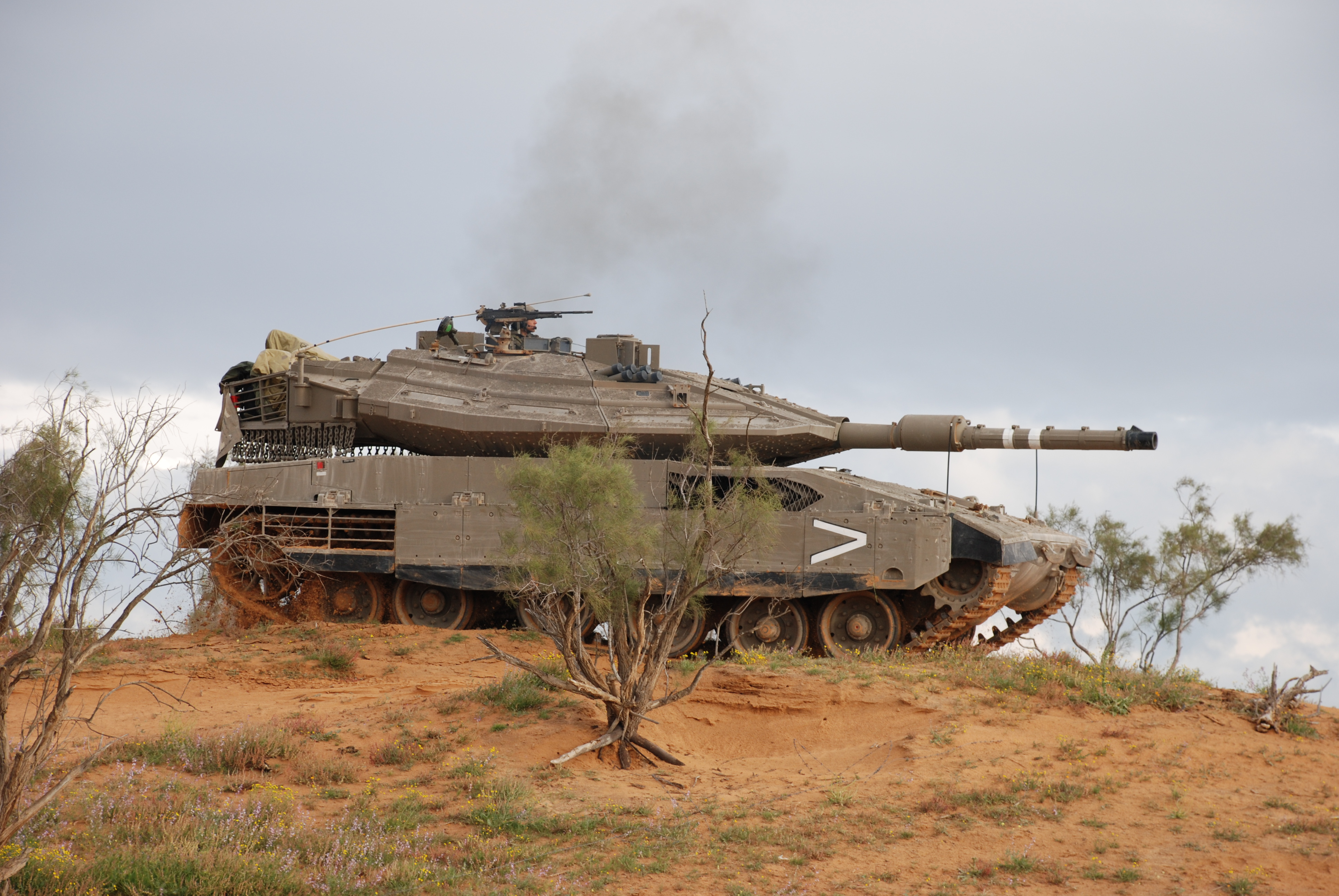
Tancul israelian Merkava 4.

Tancul este un vehicul blindat de atac cu tracțiune pe șenile, conceput pentru a combate forțe inamice folosind focul direct. Un tanc de luptă se caracterizează prin armele și blindajul greu, o mare mobilitate care îi permite să traverseze terenuri dificile la viteze relativ mari.
Legea nr. 18 din 4 martie 1992 pentru ratificarea Tratatului cu privire la forțele armate convenționale în Europa stipulează că: Termenul tanc de luptă înseamnă un vehicul blindat de luptă autopropulsat, cu mare capacitate de foc, dispunând de un tun principal pentru foc direct cu viteză inițială ridicată, necesar pentru a angaja ținte blindate sau alte obiective, cu o mare mobilitate în orice teren, asigurând un nivel ridicat de protecție, care nu este conceput și nici echipat în mod special pentru transportul de efective de luptă. Astfel de vehicule blindate reprezintă principalele sisteme de arme pentru formațiunile de tancuri și alte formațiuni blindate ale trupelor de uscat. Tancurile de luptă sunt vehicule blindate de luptă pe șenile, cântărind cel putin 16,5 tone, care sunt înarmate cu un tun de calibru de cel puțin 75 mm, ce se poate roti 360 grade. În plus, vor fi considerate tancuri de luptă oricare vehicule de luptă blindate, pe roți, ce vor intra în serviciu și care vor îndeplini toate celelalte criterii arătate mai sus.
Tancurile sunt arme care au nevoie de logistică, sunt eficiente și agile pe câmpul de luptă modern, atât prin capacitatea de a ataca obiective terestre cât și prin prezența lor ce poate crea panică în rândul infanteriei inamice.
Deși tancurile sunt mașini de atac puternice, ele rareori operează independent în acțiuni de atac. De obicei sunt organizate în unități de blindate, în forțe combinate. Fără acest sprijin, tancurile, chiar cu blindajul și mobilitatea lor, sunt vulnerabile în fața infanteriei, minelor, artileriei și aviației militare.
Tancurile sunt dezavantajate în teren împădurit și în zone urbane, deoarece în aceste condiții capacitatea de foc la mare distanță a vehiculului este limitată, mobilitatea lui devine mai mică, iar posibilitatea echipajului de a detecta potențialele pericole este îngrădită.
Tancurile au fost folosite pentru prima dată în timpul Primului Război Mondial în intenția de a întrerupe războiul de tranșee și a înlocui cavaleria pe câmpul de luptă. Tancul și tactica de luptă a blindatelor au suferit multe evoluții în ultimul secol. Deși se continuă dezvoltarea de sisteme de armament și blindaj, mulți critici au pus în discuție necesitatea unei astfel de arme grele într-o perioadă în care războaiele tind să devină tot mai neconvenționale.

## Istoric

### Primul Război Mondial

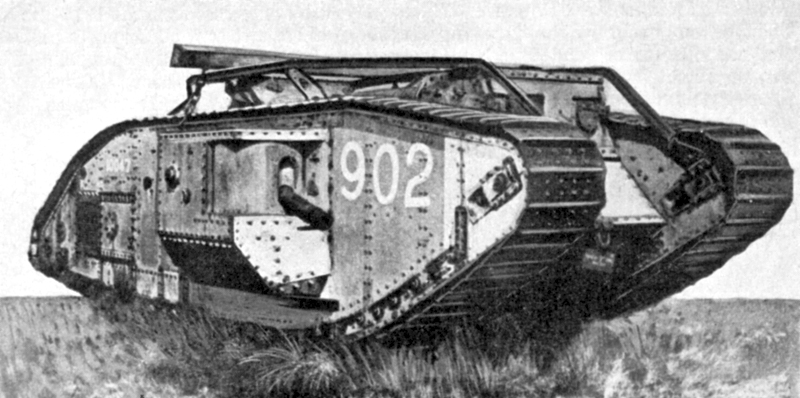
Fotografie a unui tanc britanic Mark V.

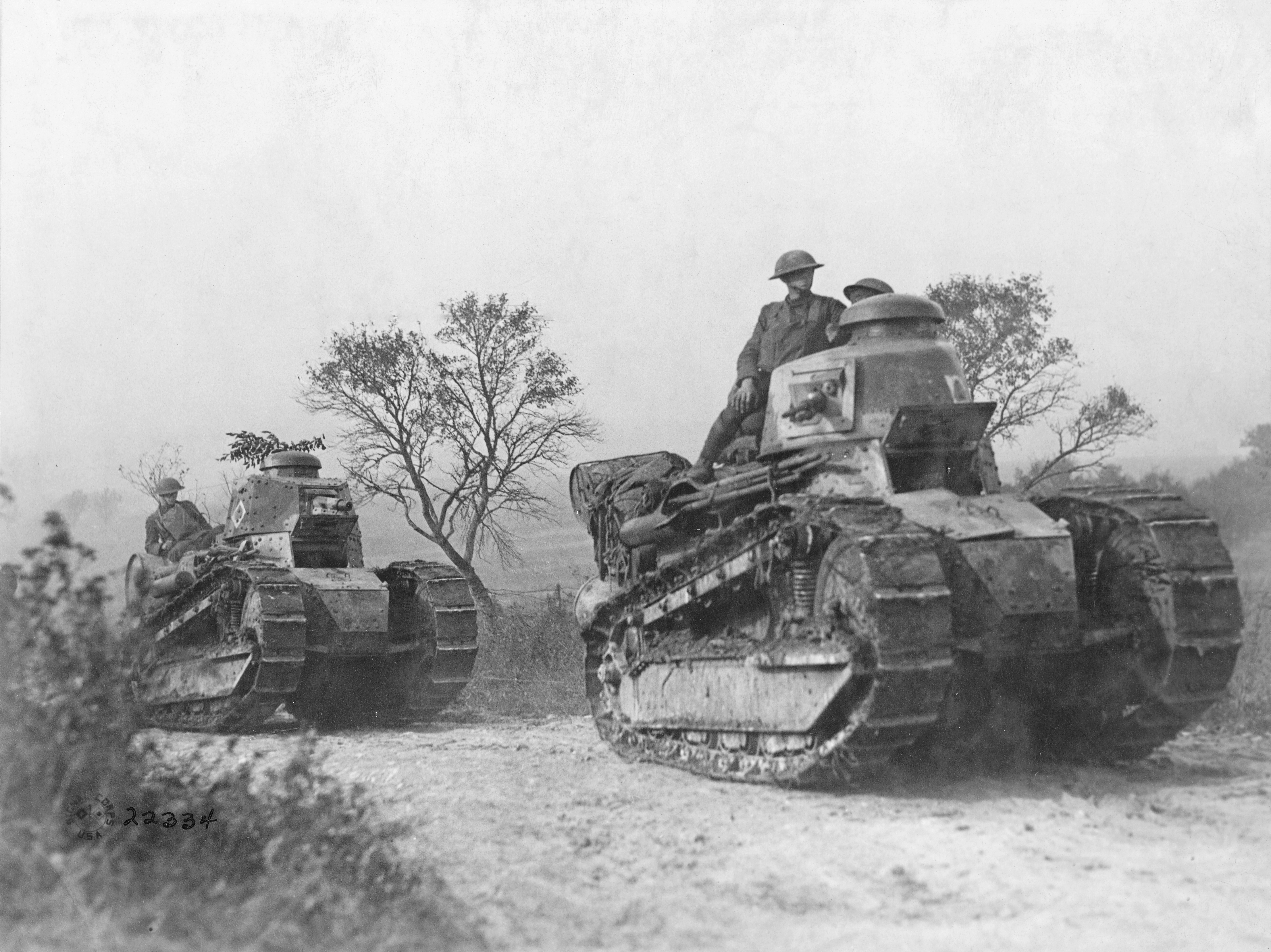
Renault FT-17, aici în dotarea trupelor americane, este considerat a fi primul tanc modern din lume.

Condițiile de luptă pe frontul occidental au împins armata britanică să înceapă studiul unui vehicul autopropulsat care să poată traversa tranșeele și barajele de sârmă ghimpată și să nu fie afectat de focul de mitralieră. După ce a văzut automobilele Rolls Royce blindate utilizate de către Royal Naval Air Service în 1914, și cunoscând schemele pentru a crea un vehicul blindat de luptă cu tracțiune pe șenile, Primul Lord Winston Churchill a condus un comitet, Landships Committee, pentru a coordona crearea acestei noi arme.
Sub conducerea Colonelului Ernst Swinton, Landships Committee a creat primul prototip care a avut succes, poreclit Little Willie, care a fost încercat de armata britanică pe 6 septembrie 1915. Dacă la început se numeau nave de uscat (landships), primele vehicule s-au numit tancuri (rezervoare) de apă și mai târziu tancuri ( = vas cu pereți subțiri), pentru a menține secretul. Cuvântul „tanc” a fost utilizat pentru a da senzația că muncitorii din fabricile britanice construiesc rezervoare de apă mobile pentru armata britanică din Mesopotamia - dar în realitate fabricau un vehicul de luptă secret - și așa a fost considerat oficial până pe 24 decembrie 1915.
Prima participare în luptă a unui tanc operativ a avut loc când Căpitanul H.W. Mortimore din Royal Navy a condus un tanc Mark I în timpul Bătăliei de pe Somme, pe 15 septembrie 1916.
Francezii au dezvoltat Schneider CA1 și l-au folosit pentru prima dată pe 16 aprilie 1917. Prima bătălie în care s-au folosit multe tancuri a fost cea de la Cambrai, din 20 noiembrie 1917.

### Tancul și lupta de tranșee
Tancul a scos practic lupta de tranșee din tactica de război, miile de tancuri utilizate în război de către forțele britanice și franceze având o mare influență în desfășurarea conflictului armat.
Rezultatele inițiale ale utilizării tancurilor au fost neconcludente, problemele tehnice numeroase (și lipsa de răbdare a consiliului militar) cauzând multe pierderi de vehicule în luptă. Desfășurarea în grupuri mici a micșorat valoarea și impactul tactic. Forțele germane au suferit un șoc tactic inițial și erau lipsite de arme contra tancurilor, dar în curând ele au descoperit muniția antitanc și folosirea de tranșee mai late pentru a limita mobilitatea tancurilor britanice.
Evoluția condițiilor pe câmpul de luptă a forțat tancurile aliate să se dezvolte pe tot parcursul războiului, producând noi modele ca Mark V, care putea să treacă peste obstacole mari, în special tranșee late. Tancul francez Renault FT-17, apărut spre sfârșitul războiului, a fost un proiect revoluționar, care a influențat designul multor tancuri moderne.
În timpul Primului Război Mondial Germania a avut un număr mic de tancuri, în general capturate. Au fost produse aproximativ 20 tancuri de concepție germană, de exemplu modelul A7V.

### Perioada interbelică

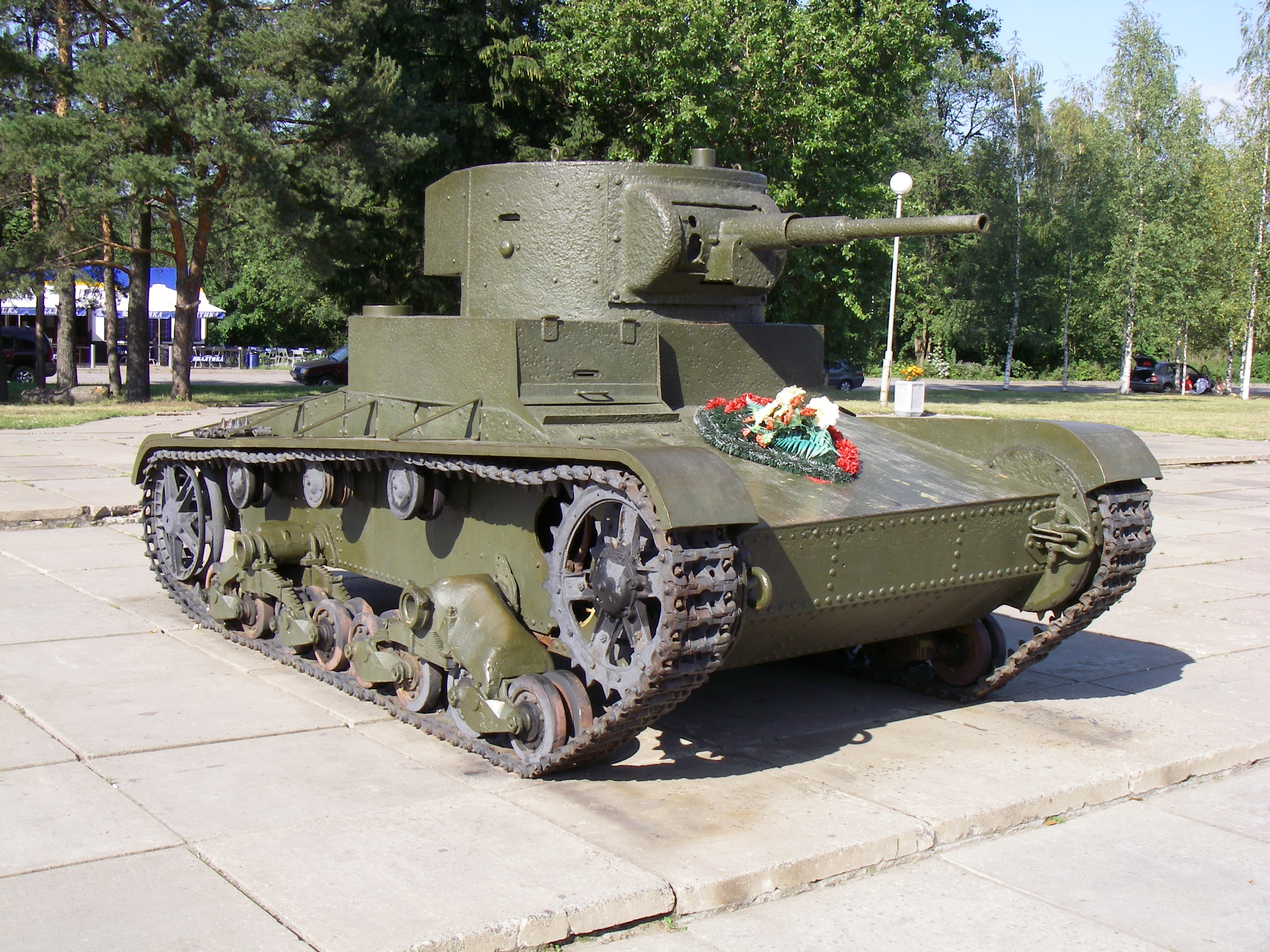
Fotografia unui tanc rusesc interbelic T-26.

Conceptul de tanc ca armă fiind deja împământenit, mai multe state au proiectat și fabricat tancuri în perioada dintre cele două Războaie Mondiale. Proiectele britanice erau mai avansate, datorită interesului armatei britanice de a avea o forță blindată în anii 1920. Franța și Germania nu au ajuns la o așa dezvoltare în primii ani din perioada interbelică, datorită stadiului economiei și a prevederilor Tratatului de la Versailles.
În Statele Unite, în această perioadă tancurile au fost puțin dezvoltate deoarece cavaleria era mai veche decât blindatele și a obținut o finanțare mai mare. Chiar George S. Patton, care avea experiență cu tancuri în război, a inclus blindatele în componența cavaleriei.
În acest timp s-au creat mai multe clase de tancuri, majoritatea dezvoltate în Regatul Unit. Tancurile ușoare, care în mod normal cântăreau zece tone sau mai puțin, se utilizau pentru cercetare, aveau un tun ușor, care putea fi folosit împotriva altor tancuri ușoare. Tancurile mijlocii (cunoscute în Regatul Unit sub numele de „crucișătoare”), erau ceva mai grele și puteau să străbată distanțe mari cu mare viteză. Și, în sfârșit, tancurile grele sau de infanterie, care erau dotate cu blindaj greu și în general erau foarte lente.
Ideea generală era de a folosi tancuri de infanterie (grele) împreună cu infanteria pentru a efectua ruperi de front, supraviețuind focului antitanc inamic datorită blindajului greu. O dată ce această forță combinată distrugea linia de apărare inamică, se trimiteau grupuri de tancuri mijlocii prin breșa deschisă, atacând prin spate liniile de aprovizionare și unitățile de comandament. Această tactică de lovitură în două faze a fost filozofia britanică de luptă a formațiunilor de tancuri britanice și a fost adoptată de germani ca un element special din conceptul tactic militar Blitzkrieg (război-fulger).
Doctrina lui J.F.C. Fuller a fost sursa de inspirație pentru principalii strategi: Percy Hobart în Regatul Unit, Heinz Guderian în Germania, Adna Chaffee în Statele Unite, Charles de Gaulle în Franța și Mihail Tuhacevski în Uniunea Sovietică. Toți au ajuns la concluzii asemănătoare. Decizia lui Tuhacevski de a integra și forțe aeropurtate era cea mai sofisticată și de asemenea cea mai discutată, însă doar Germania punea în practică teoria, cu tactici superioare, ce au făcut din "război-fulger" o tactică de temut.
A apărut și conceptul de luptă între tancuri, dar combaterea tancurilor s-a concentrat în folosirea de artilerie antitanc și arme similare, cum ar fi tancul vânător de tancuri. Acest lucru a fost aplicat mai mult de către Statele Unite, unde se așteptau ca tancurile să evite blindatele inamice și unități de vânători de tancuri în loc să înfrunte pericolul. Marea Britanie a ales același drum, și ambele țări au produs tancuri ușoare în speranța că viteza putea evita distrugerea lor. Totuși în practică, s-a demonstrat că aceste concepte erau periculoase.
Cum pe câmpul de luptă numărul de tancuri creștea, posibilitatea de angajare în confruntări a determinat necesitatea ca tancurile să fie și vehicule antitanc. Totuși, tancurile proiectate pentru a face față doar altor blindate erau în general vulnerabile la alte pericole și nu satisfăceau rolul de sprijin a infanteriei. Vulnerabilitatea în fața tirurilor de tanc și antitanc a determinat la aproape toate tipurile de tancuri o creștere rapidă în grosime a blindajului și a calibrului tunului. Forma tancurilor, gândită inițial doar pentru a trece peste obstacole, devenea acum mai importantă, un profil de înălțime mică aducând un avantaj - tancul se putea camufla mai ușor și avea o stabilitate mai bună.

### Al Doilea Război Mondial

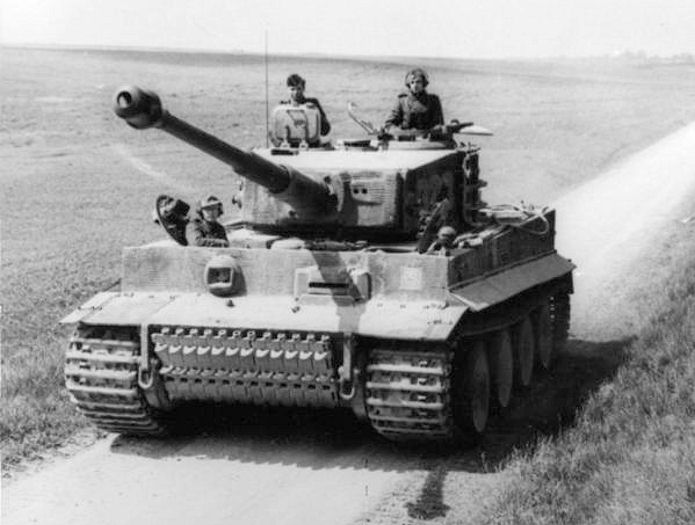
Panzer VI Tiger, unul dintre tancurile cele mai grele din război.

În timpul celui de-al Doilea Război Mondial au apărut o serie de îmbunătățiri tehnice. La început, germanii au construit tancuri blindate ușor și cu arme ușoare, ca Panzer I, care a fost creat inițial pentru a fi folosit doar la antrenamente. Aceste tancuri ușoare dar rapide, împreună cu alte vehicule blindate au fost suportul pentru Blitzkrieg. În cursul războiului, toate forțele în conflict au mărit puterea de foc și blindajul tancurilor: Panzer I doar avea două mitraliere, în timp ce Panzer IV avea un tun de 75 mm și cântărea aproape 20 de tone. La sfârșitul războiului, tancul german Panther avea un tun rapid de 75 mm și cântărea 45 de tone.
Alte îmbunătățiri din timpul războiului au constat în perfecționarea suspensiilor. Calitatea suspensiilor era un aspect critic pentru eficiența tancului pe câmpul de luptă. Tancurile cu suspensie proastă supuneau echipajul la șocuri frecvente, limitând viteza și făcând ca tragerea din mers să fie practic imposibilă. Noile sisteme, ca bară de torsiune și suspensia Christie, au îmbunătățit funcționarea, permițând tancului Panther să traverseze terenuri la viteze mari, fapt care ar fi fost foarte dificil pentru vechile tancuri, proiectate pentru drumuri.
În acest moment, majoritatea tancurilor erau echipate cu stații radio, ceea ce îmbunătățea coordonarea unităților. Șasiul tancurilor a fost folosit pentru mașini de luptă adaptate să rezolve un mare număr de probleme militare, ca deminarea și diverse lucrări de geniu. Tunurile de asalt rusești și germane erau mai ieftine și mai simple decât tancurile, în timp ce vânătorii de tancuri britanici și din Statele Unite aproape că nu se deosebeau de tancurile de serie.
Inițial, nu toate tancurile au fost înzestrate cu turele, dar în timp turela s-a generalizat, fiind recunoscută ca fiind cea mai bună soluție tehnică. S-a ajuns la concluzia că tunul tancului trebuia să fie folosit împotriva blindatelor inamice, deci era nevoie ca acesta să fie de calibru mare, să aibă o bătaie cât mai mare și să tragă din orice poziție. Proiectele de tancuri sovietice T-35, cu multiple turele au fost abandonate. Majoritatea tancurilor au avut o mitralieră pe turelă.

### Războiul rece

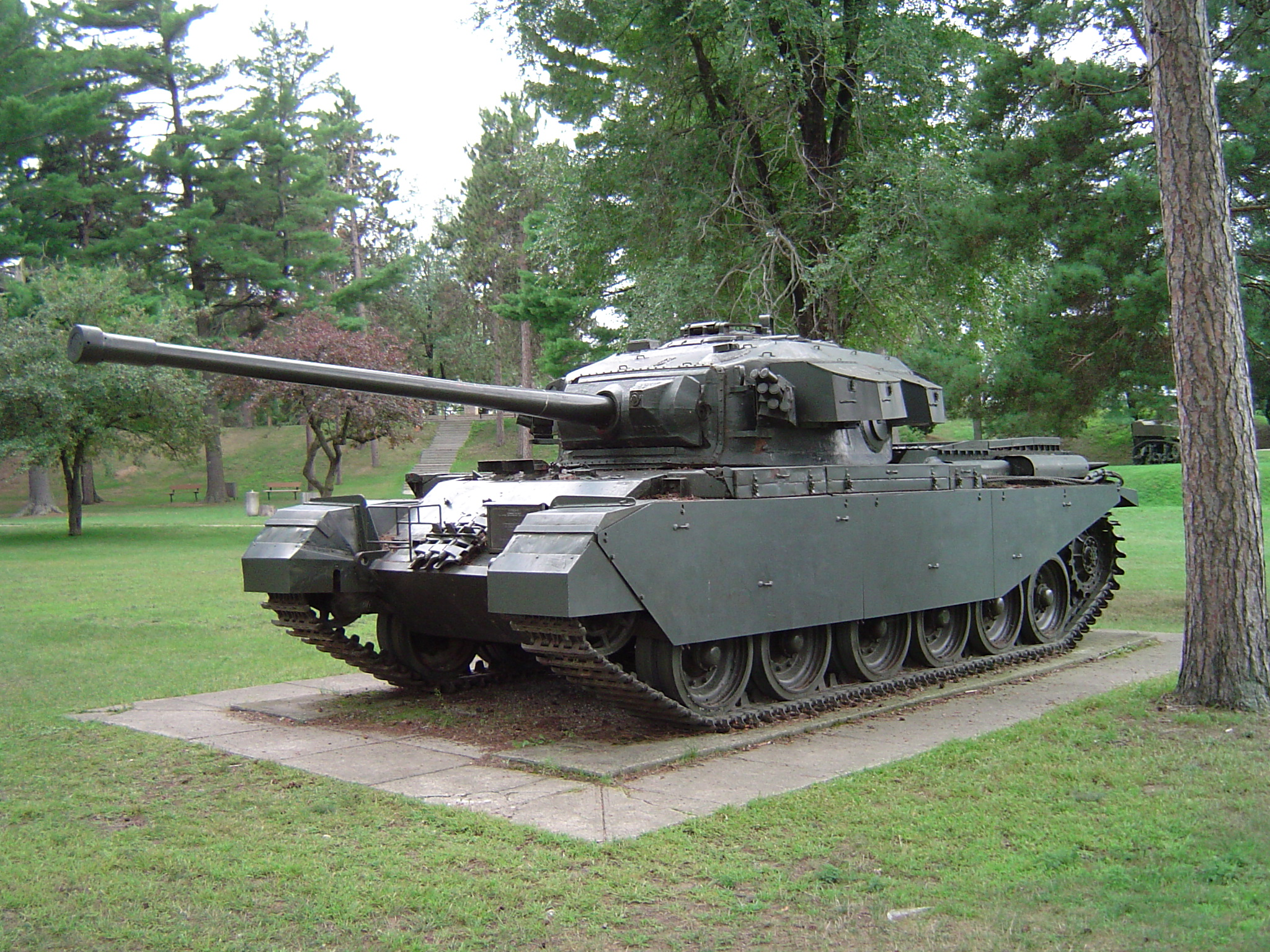
Centurion britanic, considerat primul tanc universal.

După al Doilea Război Mondial dezvoltarea tancului a continuat cu îmbunătățirea tancurilor mijlocii și grele. Tancurile ușoare s-au limitat la misiuni de recunoaștere, iar în Statele Unite ca sprijin pentru forțele aeropurtate. Totuși, fiind dată greutatea limitată care putea fi transportată pe calea aerului, iar construcția unui tanc și ușor și practic n-a reușit, cu timpul clasa de tancuri ușoare a dispărut.
Combinația unor suspensii și motoare mai bune au permis tancurilor mijlocii de la sfârșitul războiului să depășească primele tancuri grele fără alte îmbunătățiri. Prin adăugarea unui blindaj mai gros și a unor motoare mai puternice, care să compenseze surplusul de greutate, tancurile mijlocii au reușit să fie protejate de majoritatea armelor antitanc, în timp ce mobilitatea lor s-a menținut.
Unele studii consideră tancul Panther ca un punct de cotitură și o bază pentru proiectele următoare. Totuși tancul Panther nu avea un blindaj gros și nu putea să lupte de la egal la egal cu tancurile grele. Se consideră că tancul britanic Centurion a fost primul tanc de nouă generație, pentru că putea rezista la impactul proiectilelor faimosului tun de 88 mm german. Tancul Centurion era dotat cu tunul Royal Ordnance L7 de 105 mm, superior oricărui alt tun de pe câmpul de luptă, și putea să ajungă la viteza de 56 km/h, datorită motorului Meteor de 650 CP.
Tancul Centurion a înlocuit toate tancurile mijlocii britanice și a impulsionat dispariția tancurilor de clasă grea, transformându-se în cea ce britanicii au numit Universal Tank (tanc universal), care a devenit curând cunoscut ca tanc principal de luptă (Main Battle Tank, MBT).
Ca răspuns la pericolul rachetelor antitanc dirijate s-a trecut de la mărirea grosimii blindajului la îmbunătățirea tehnologiei blindajului. Tehnologia tunului s-a menținut asemănătoare celor anterioare, majoritatea tancurilor foloseau încărcarea manuală, dar cu mari progrese în eficacitatea muniției.
Rolurile și trăsăturile de bază ale tancurilor, care au fost aproape toate dezvoltate la sfârșitul Primului Război Mondial, s-au rafinat ca răspuns la amenințările mereu schimbătoare de pe câmpul de luptă, în special împotriva altor tancuri inamice. Tehnologiile avansatele ale tancurilor au fost contracarate prin dezvoltarea altor autovehicule de luptă și prin continua dezvoltare a noilor arme antitanc.

## Concepția

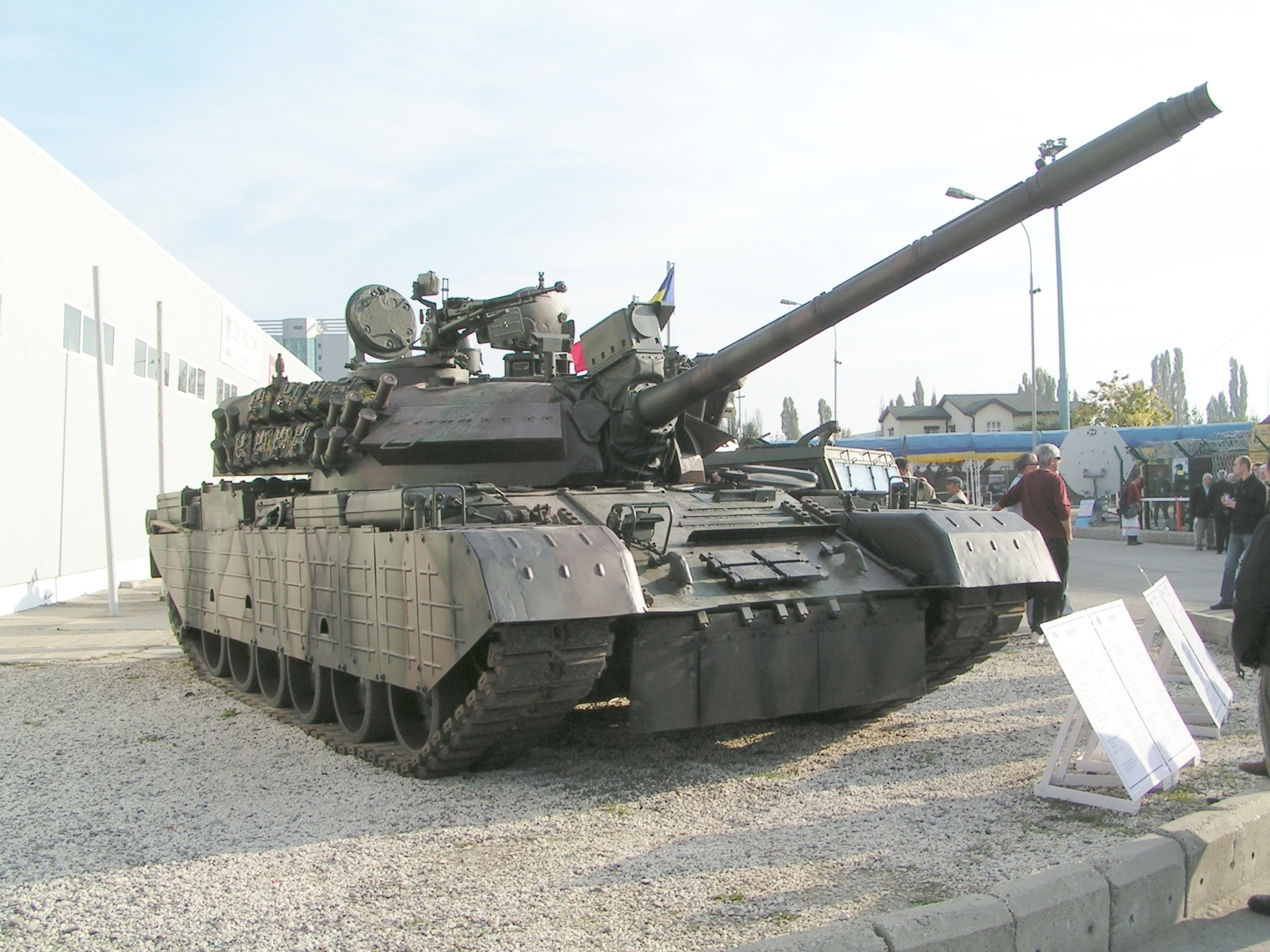
Tancul românesc TR-85 M1.

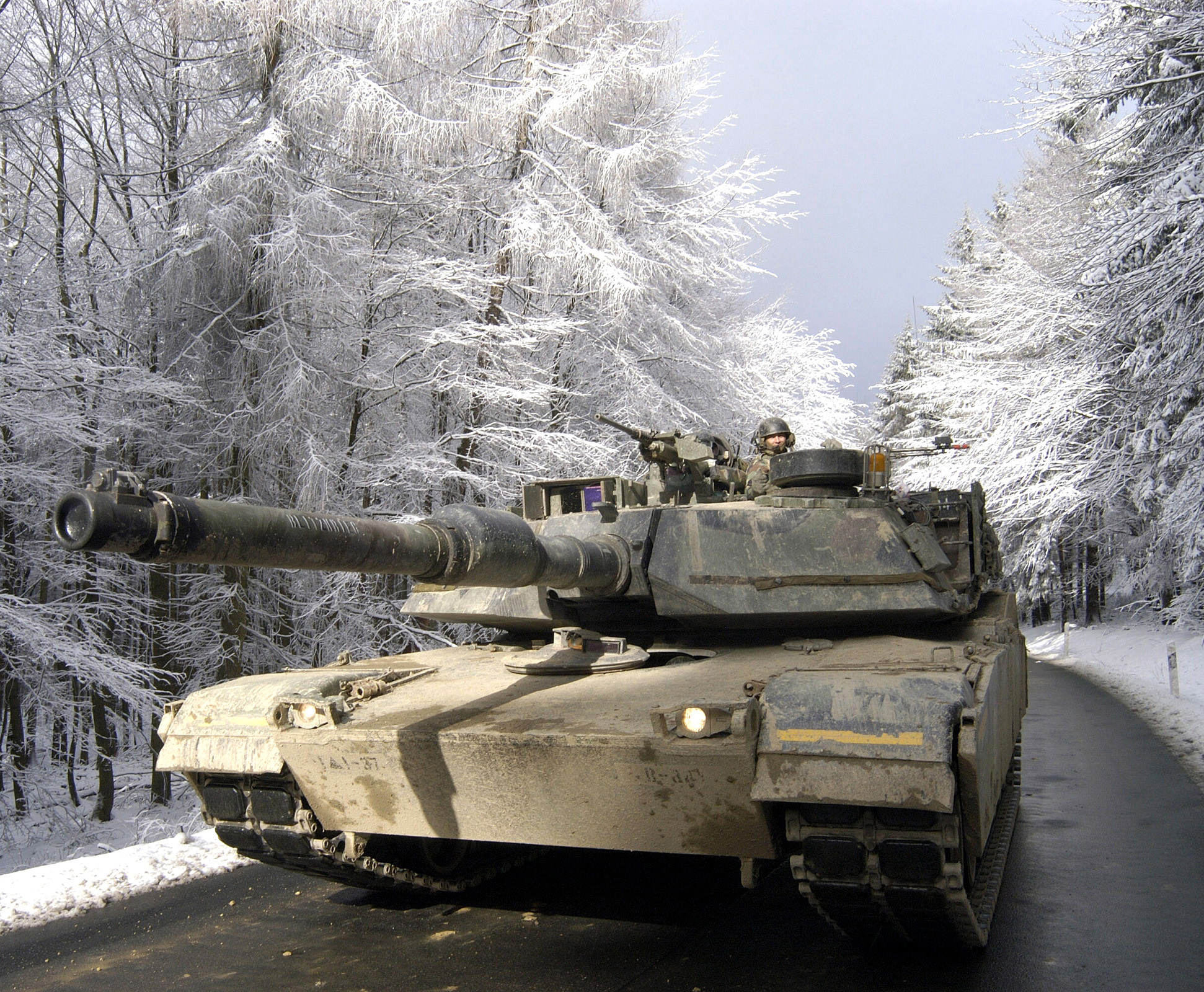
M1 Abrams în Germania.

Cei trei factori determinanți tradiționali care condiționează eficiența tancului sunt: puterea de foc, mobilitatea și protecția. Efectul psihologic asupra soldaților inamici prin prezența tancului pe câmpul de luptă este considerabil.
Puterea de foc este determinantă pentru ca un tanc să distrugă un obiectiv. Pentru asta trebuie să se țină cont de distanța maximă de la care obiectivul poate fi atacat, capacitatea de a ataca obiective mobile, viteza cu care pot fi atacate obiective multiple și capacitatea de a învinge vehicule blindate sau infanterie în tranșee.
Mobilitatea include viteza și agilitatea pe câmpul de luptă, tipurile de teren care poate să le traverseze, înălțimea obstacolelor, tranșeele pe care le poate trece, capacitatea de a traversa poduri și distanța pe care o poate parcurge înainte de a fi alimentat cu combustibil. Mobilitatea strategică include, pe lângă capacitatea de a se deplasa cu mari viteze pe drumuri, și posibilitatea de a fi transportat în tren sau pe remorci cu platforme trailere.
Protecția depinde de grosimea blindajului, tipul sau tipurile lui, cum a fost distribuit și ce zone sunt mai bine blindate (de obicei turela și partea din față), respectiv mai vulnerabile (partea din spate și de sub tanc). De asemenea protecția presupune atât o siluetă joasă, zgomot și semnătură termică reduse, contra măsuri active și alte metode de a evita focul inamic, cât și capacitatea de a continua lupta după ce a suferit avarii.
Tradițional, între acești trei factori se menține un compromis, considerându-se că este imposibil a se maximiza toți simultan: mărirea blindajului mărește greutatea, deci, micșorează mobilitatea; mărirea puterii de foc utilizând un tun de mare calibru reduce cantitatea de muniție și stabilitatea în timpul tragerii sau al deplasării. Alegerea unui compromis depinde de diferite aspecte, incluzând strategii militare, buget, geografie, voință politică și posibilitatea de a vinde tancuri altor țări.
Țări cu tradiție în fabricarea tancurilor:
- Germania, țară cu tradiție în conceperea și producția de tancuri, începând cu primul război mondial (A7V), continuând cu perioada celui de-al doilea război mondial, moment în care se considera că tancurile grele sunt superioare (Tiger-Panzerkampfwagen VI, Tiger-II-Panzerkampfwagen Tiger Ausf. B), perioada războiului rece și renunțarea la producția de tancuri grele în favoarea tancurilor mobile, și terminând cu perioada modernă, odată cu producția tancului Leopard 2.
- Regatul Unit a ales în mod tradițional să mărească puterea de foc și protecția în detrimentul mobilității. Regatul Unit are o mică armată profesională, bine antrenată, deci supraviețuirea echipajelor este importantă.
- Statele Unite are o armată cu un armament numeros și sofisticat și un serviciu de întreținere complex. În timp ce tancurile sunt departe de unitățile de reparație și întreținere se dă o mai mică importanță capacității echipajelor de a repara și întreține tancul singuri și mai mare capacității de a continua lupta în caz că tancul a fost avariat.
- Uniunea Sovietică (și actuala ei moștenitoare, Rusia) tradițional au avut tancuri simple, ușor de produs și menținut, ca T-34. Dezvoltarea lor a fost controlată de către stat, care realiza schimbările necesare. La ultimele modele care au fost lansate în producție se poate remarca apariția de echipamente sofisticate (T–80, T-90).
- Israel, care este un stat mic, cu un personal limitat și trăind într-un mediu politic ostil, are ca obiectiv principal supraviețuirea personalului din tanc. În acest scop a fost unica națiune care a fabricat un tanc cu motorul situat în partea frontală, pentru a mări protecția echipajelor.

## Armamentul

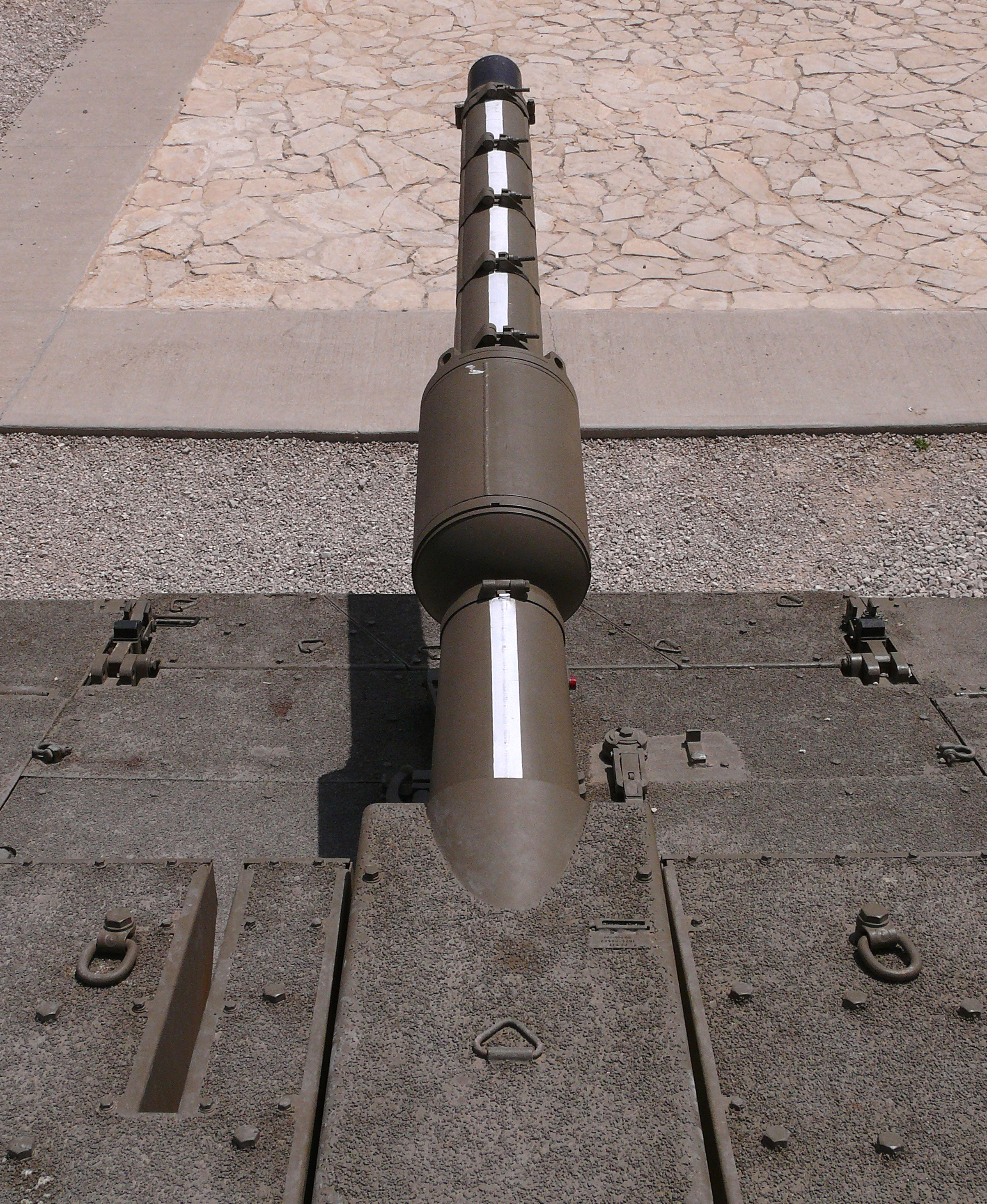
Tunul tancului Merkava IV (văzut de sus, din turelă) este acoperit cu o protecție termică. La mijlocul țevii se află extractorul de fum.

Din Primul Război Mondial, arma principală a tancului a fost tunul. Terminologia exprimă calibrul și lungimea. De exemplu, tunul tancului M1A1 Abrams este Rheinmetall M256 120/44, calibrul (diametrul țevii tunului) de 120 mm și 44 calibre de lungime (de 44 ori diametrul).
La început erau calibre mici, cu bătaie și putere mică, ceea ce permitea montarea a mai multe pe turele în diferite poziții. Evoluția a fost lentă până la al doilea război mondial, unde s-a demonstrat că erau arme extrem de utile. În termeni generali, calibrele din acea epocă erau de 66 sau 76 mm, dar tunul cel mai teribil din conflict a fost Flak 88/56. Conceput ca armă antiaeriană, nu a întârziat mult să devină cea mai buna armă antitanc din dotarea armatei germane. Era capabil să distrugă orice blindat aliat dintr-un singur foc, chiar și în zona frontală și avea o bătaie mai mare. Se folosea în propria remorcă antiaeriană, dar a fost adaptat și montat pe tancuri grele Tiger, cu foarte bune rezultate. Doar numărul lor scăzut și slaba protecție aeriană pe care Germania o putea asigura au făcut ca pierderile de blindate aliate să nu fie catastrofale.
Actual situația nu s-a schimbat mult, arma principală a tancului continuă să fie tunul rapid de mare calibru, foarte avansat tehnologic prin progresele siderurgiei moderne. Calibrul obișnuit este de 120 mm, iar producătorii de tunuri ruși folosesc calibrul de 125 mm.
În momentul de față se testează tunuri rapide de 140 mm, a căror putere distructivă depășește cu mult pe cele actuale. Totuși, strategii militari au ajuns la concluzia că bugetul pentru modernizarea tancurilor și instalarea de calculatoare balistice nu este deocamdată justificat. În concluzie, puterea de foc a tunului respectiv este devastatoare dar nu este necesară, luptele în mod normal se desfășoară la distanțe de 2000 m sau mai puțin, unde impactul de un tun 120 mm este la fel de letal.
Germania a modernizat tancul Leopard 2A5 și A6 cu L55, de 120 mm și 55 de calibre lungime, mai puternic decât anteriorul cu lungimea de 44 de calibre. Englezii au decis să-l monteze în Challenger 2 și să renunțe la tunul anterior cu țeavă ghintuită.
Statele Unite sunt conservatoare și nu au schimbat arma principală din seria M1 din motive economice. Strategia lor a fost să dezvolte muniția și actual posedă cel mai bun perforator de blindaj cinetic din lume, proiectilul Sabot M829A3 din uraniu sărăcit dezvoltat din cel anterior A1, care a fost folosit pentru prima dată în conflictul din Golf. Eficiența lui este secretă, dar se estimează că este la fel de eficient ca tunul Rheinmetall de 55 de calibre lungime, ceea ce face nejustificată cheltuiala pentru modernizarea tunurilor. L55 este compatibil cu M829A3, totuși puterea lui este mult superioară oricărui blindaj modern. Germanii și englezii folosesc muniție Sabot de wolfram cu efect la fel de letal.
Tunurile moderne au în general o protecție termică care reduce efectul termic asimetric de pe tun. Acesta se încălzește intens după trageri repetate. Dacă plouă, partea superioară a țevii este mai rece decât partea inferioară. La fel, vântul lateral poate răci doar o parte a țevii. Această răcire asimetrică face ca țeava tunului să se curbeze aproape imperceptibil, totuși aceasta afectează precizia tirului la mare distanță. Tancurile actuale moderne au senzori laser în tun, care măsoară tot timpul curba țevii și introduc în calculator datele pentru a calcula corecțiile de tir.
În general tancurile au și alt armament, pentru apărare la mică distanță contra infanteriei sau pentru obiective unde folosirea armei principale este ineficace sau este o risipă de muniție. În mod normal sunt dotate cu mitralieră de 7,62 mm sau una grea de 12,7 mm, montată în paralel cu tunul, ca armă coaxială. Totuși, altele ca AMX-30 și AMX-40 au un tun de 20 mm care poate distruge un vehicul cu blindaj ușor. Multe tancuri au mai multe mitraliere de calibru mediu sau greu în partea superioară a turelei, într-o cupolă de observație pentru comandant și încărcător, pentru a se proteja de infanterie sau atacuri aeriene.
Istoric, unele tancuri au fost adaptate pentru munci specializate și folosesc alt armament principal, de exemplu aruncătorul de flăcări. Actual aceste arme au dispărut.

### Sistemul de conducere a focului

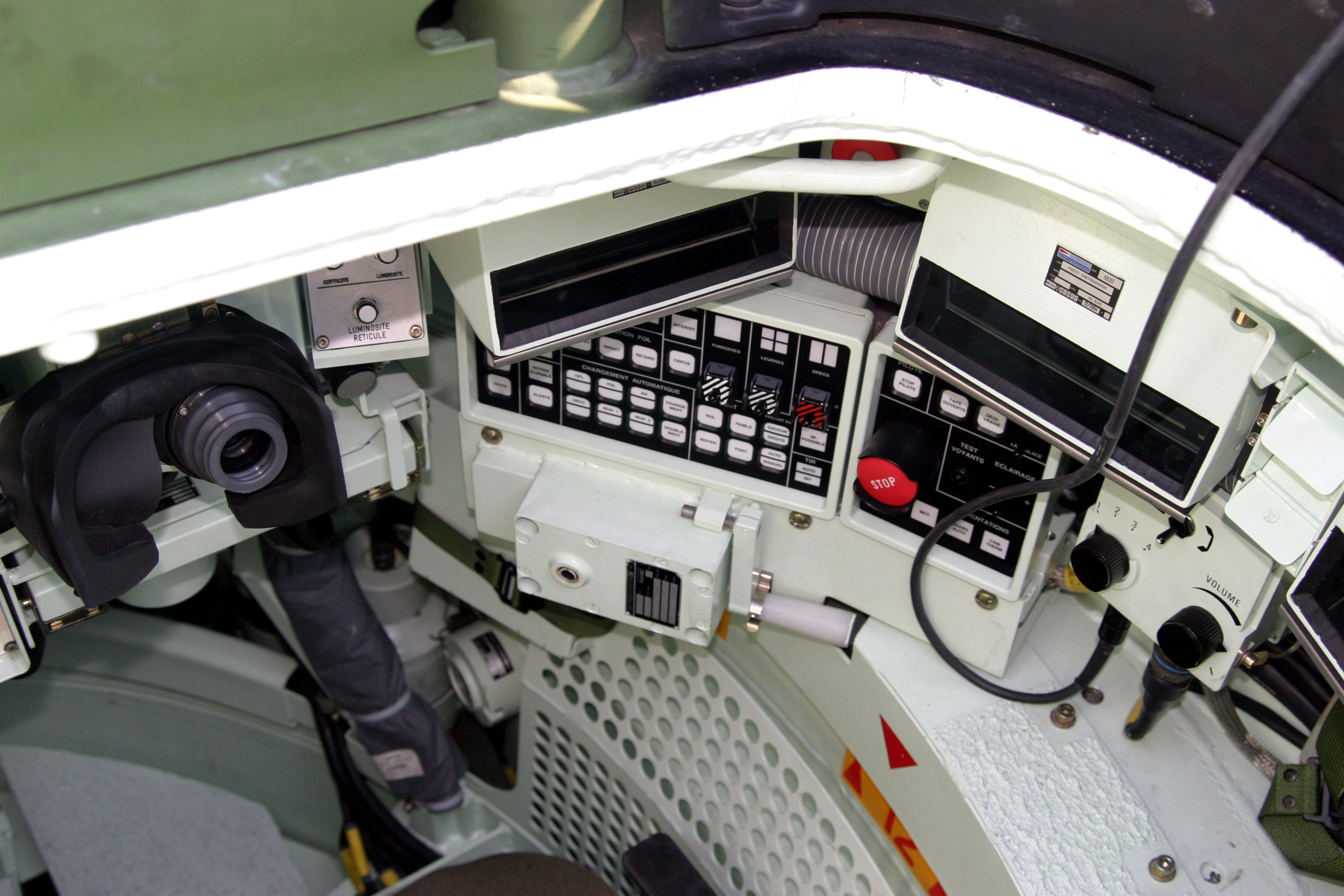
Sistemul de conducere a focului din interiorul unui tanc Leclerc (postul de luptă al ochitorului).

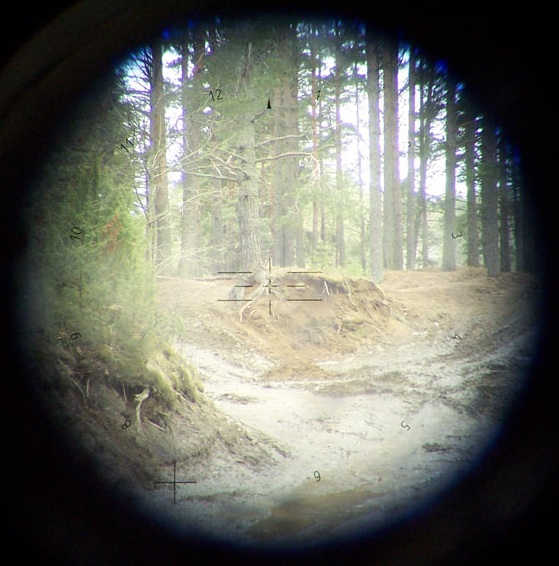
Periscopul de vizare PERI-R 17 al tancului Leopard 2.

La primele modele linia de ochire era luată cu înălțătoare de fier (cătare), simple dispozitive optice care se reglau manual, ca la puști. Următoarele dispozitive, care actual în limba engleză sunt numite GAS (Gunner Auxiliar Sight = vizorul auxiliar al ochitorului), există încă pe tancurile moderne și se folosesc dacă vizorul rămâne în afara serviciului.
În puține cuvinte, ochirea era deficitară la distanțe mari. În timpul mișcării tancului ochirea se putea face doar pentru distanțe foarte scurte. Realizarea de trageri precise era o muncă dificilă. Cu timpul vechile dispozitive (actualul GAS) au fost înlocuite cu un telemetru stereoscopic și actual cu un telemetru laser.
Tancurile moderne au diverse sisteme pentru a mări probabilitatea lovirii obiectivului. Pentru a fi mai precise, vizoarele actuale sunt combinate cu sisteme electronice. Au zoom optic și digital. În plus, sunt stabilizate, tunul tancului putând trage într-un obiectiv îndepărtat. Modelele moderne au vizoare stabilizate pe ambele axe, dar seria M1 are doar pe axul vertical. Atunci când se iluminează obiectivul și se calculează corecția necesară dacă obiectivul este în mișcare, se poate vedea cum crucea de ochire sare pe orizontală. Acest lucru se întâmplă datorită calculatorului balistic care face să se rotească turela pentru a „corecta tragerea”, vizorul de tir nu poate să se rotească în direcție contrară pentru că se menține în centrul obiectivului.
Giroscopul stabilizează tunul în mișcare. Cu ajutorul unor motoare electrice sau hidraulice mișcarea turelei este decuplată de mișcarea platformei, respectiv de neregularitățile terenului, permițând tirul din mișcare cu o bună precizie.
Calculatoarele Balistice calculează traiectoria verticală (cu boltă) ca să compenseze căderea proiectilului datorită gravitației, și adaugă corecția dacă obiectivul este în mișcare. Corecția determină tragerea înaintea obiectivului în mișcare pentru ca proiectilul să se întâlnească cu obiectivul. În ecuațiile calculatoarelor balistice, pentru a calcula tirul se iau în considerare: distanța, viteza relativă a aerului, umiditatea, temperatura tunului, uzura țevii tunului, tipul de proiectil folosit, presiunea barometrică, viteza obiectivului și mișcarea tancului.
În trecut, lupta nocturnă trebuia să aștepte ca cerul să fie senin. Ulterior, în timpul războiului rece, s-au dezvoltat vizoarele nocturne cu lumină infraroșie (IR). Acestea aveau un receptor pasiv, sensibil în spectrul infraroșu, dar avea nevoie de puternice surse de lumină infraroșie care să lumineze zona. Respectiva lumină artificială nu putea fi văzută de către ochiul uman, dar putea fi văzută de alte instrumente detectoare de infraroșii pasive. Proiectoarele semnalau poziția tancului inamic, așa cum o lanternă trădează o persoană care caută ceva noaptea. În afară de acest dezavantaj, mai aveau defectul că erau eficace doar pe rază mică, așa că se foloseau doar în situații extreme.
De asemenea, s-au folosit intensificatoare de lumină, instrumente pasive care măreau lumina ambientală. Raza lor de acțiune era foarte limitată, nu funcționau la lumina scăzută din nopțile cu nori sau fără lună, nici cu multă lumină ca în nopțile cu lună plină. În afară de acest dezavantaj, nu aveau nici rezoluție bună, nu ofereau ochitorului o imagine buna sub 1000 m. Acest tip de instrumente s-au folosit la tancurile T-72 în timpul Războiului din Golf, unicul lucru ce se putea face era să se tragă în direcția de unde veneau focurile inamice. În mai multe lupte nu se știa nici cine, nici de unde atacă, până nu se auzea ecoul tunurilor.
Actual se folosesc sisteme bazate pe imagini termice (FLIR - Frontal Light InfraRed = sisteme de explorare frontală cu infraroșii) care disting diferențele de temperaturi dintre obiecte. Poate fi utilizat ziua și noaptea, poate detecta obiective camuflate, invizibile în lumina de zi sau într-un mediu încărcat de fum, ceață sau furtună de nisip. Raza de acțiune a sistemelor cu imagini FLIR este foarte mare, cele actuale sunt la a treia generație și permit detectarea unui obiectiv chiar la bătaia maximă, deosebindu-l de mediu la 3000 m sau chiar mai mult. Eficiența acestor sisteme este atât de mare că multe armate investesc în vopsele și materiale capabile să reducă urma termică a vehiculelor militare.

### Muniția
Tunurile de tanc pot trage cu diverse tipuri de muniții, multe specializate pentru lupta împotriva altor tancuri.
Pentru a lupta contra tancurilor moderne puternic blindate se folosesc proiectile perforante (KE - Kinetic Energy), de exemplu proiectilele „săgeată” sau APFSDS (Armoured Piercing Fin-Stabilised Discarding Sabot - proiectil perforant subcalibru stabilizat cu ampenaje, cu sabot / manșon detașabil). Trase cu viteze de 1200-1800 m/s, ele sunt bare metalice ascuțite la un capăt (penetrator), cu lungime mare și calibru mai mic decât cel al tunului, iar sabotul se desprinde odată ce proiectilul a ieșit din tun. Fabricate din materiale foarte dure și dense (carburi metalice sau chiar uraniu sărăcit), folosesc masa și viteza lor mare pentru a distruge obiectivele prin forță brută, aruncând schije și resturi de proiectil în interiorul tancului, care anihilează echipajul. Proiectilele KE din uraniu sărăcit au în plus proprietăți piroforice, în timpul impactului provoacă piroliza particulelor proiectilului, care pulverizate și incandescente provoacă un incendiu generalizat.
Zborul acestui tip de proiectil este pe o traiectorie foarte plată și sunt eficace la distanța de tragere de 1000 - 2000 m pentru care au fost create. Peste această distanță energia cinetică se reduce mult și este puțin probabil să fie suficientă pentru distrugerea unui tanc cu toate că precizia traiectoriei se poate menține până la 4000 de metri. Acest lucru se datorează rezistenței aerului și este proporțională cu pătratul vitezei proiectilului. Aripioarele de stabilizare măresc rezistența la înaintare. S-a descoperit că viteza afectează negativ stabilitatea în zbor. Proiectilele KE mai rapide sunt mai imprecise la mare distanță, dar mai puternice. Pentru a stabiliza zborul Statele Unite la proiectilul M829A3 de uraniu sărăcit au redus viteza la 1555 m/s, obținând un proiectil stabil pe traiectorie.
Contrar a ce am fi tentați să credem, această muniție niciodată nu ricoșează la contactul cu blindajul. Puterea lor de străpungere este atât de mare încât chiar dacă lovește la unghiuri mari, tot perforează metalul deoarece acționează ca un ac, concentrând o presiune foarte mare pe o suprafață foarte mică. Unele tipuri de blindaje compuse (blindaje alunecătoare și blindajele compozite) sunt proiectate pentru a favoriza ruperea proiectilului înainte de a distruge blindajul.
Altă muniție des folosită de tunuri pentru distrugerea blindatelor este muniția explozivă antitanc HEAT. Această muniție este formată dintr-o încărcătură explozivă sub formă de con (încărcătură cumulativă) cu un con gol de cupru așezat cu vârful orientat înapoi și cu baza înainte. Când are loc detonarea, cuprul se topește și generează un jet de metal topit și gaze supraîncălzite cu viteza de ordinul a 8-25 km/s. Conul se topește începând de la vârf spre exterior. Încărcătura este dirijată înainte și topește blindajul pe o suprafață redusă injectând metalul topit și gazele exploziei în interiorul vehiculului ucigând astfel echipajul prin fragmente și șocul aproape instantaneu al suprapresiunii și temperaturii înalte.
Rachetele și grenadele antitanc intră și ele în acest tip de funcționare. Există rachete și grenade cu încărcături cumulative duble tandem (dispuse una în fața celeilalte), pentru a contracara efectele blindajului reactiv (ERA). Prima încărcătură poate fi anulată de către blindajul exploziv reactiv, dar a doua încărcătură va lovi aceeași zonă a blindajului care acum este neprotejată deoarece caseta de blindaj exploziv reactiv a fost deja consumată pentru anularea primei încărcături cumulative.
Modernizarea acestui tip de muniție sunt proiectilele MPAT (multi purpose antitank). Sunt pe același principiu cu HEAT, dar au incorporată o componentă explozivă cu fragmentație contra infanteriei. Practic un proiectil cu utilizare multiplă.
Unele tancuri ca: M551 Sheridan, T-72, T-64, T-80, T-90, T-84 și PT-91 pot sa tragă cu rachete ghidate antitanc (ATGM) cu ajutorul tunului sau din lansatoare externe. Această dotare poate prelungi raza de acțiune efectivă a tancului peste cea a muniției convenționale, depinzând de capacitățile sistemului ATGM. De asemenea asigură tancului o armă utilă contra obiectivelor aeriene lente și la înălțime mică, cum ar fi elicopterele. Pentru ghidare se folosește raza telemetrului laser, dar modelele mai vechi sunt ghidate prin fir. În timp ce zboară spre obiectiv se desfășoară un cablu bobinat și operatorul dirijează racheta cu ajutorul unor vizoare, reglând traiectoria.
În momentul de față armata israeliană a dezvoltat o rachetă LAHAT pentru seria modernă de tancuri Merkava. Statele Unite de asemenea studiază lansarea rachetelor de pe tancul M1, însă telemetrul laser al acestui tanc nu a fost proiectat să emită o rază laser continuă, ca urmare nu poate să realizeze măsurători continue fără să se ardă. De aceea ei se orientează spre dezvoltarea unei muniții de tun sofisticate, care să nu implice laserul ca sistem de ghidare a rachetelor. Au transferat sarcina folosirii rachetelor către elicopterele de atac, aviație, infanterie și blindatele ușoare.
Alt tip de muniție este cea de tipul HESH. Se bazează pe un focos exploziv plastic și ductil, care se deformează în contact cu blindajul lipindu-se de el chiar înainte să explodeze transmițând în acest fel o undă de șoc prin blindaj. Unda de șoc este atât de puternică încât produce ruperea a fragmente de blindaj pe partea opusă, aruncând fragmente de metal / schije împotriva echipajului fără a perfora blindajul.
Există muniție modernă, ca cea a Statelor Unite de tipul STAFF (Smart Target Activated Fire and Forget - muniție auto-ghidată cu activare inteligentă). Acest proiectil explodează deasupra obiectivului și trimite o încărcătură cinetică în partea superioară a obiectivului, distrugându-l. Este dotat cu un microcip programat în funcție de distanța dintre locul de tragere și obiectiv ca să explodeze chiar deasupra țintei. În apropierea tancului inamic un senzor detectează obiectivul, iar proiectilul explodează chiar deasupra lui.
Clasica muniție HEP de asemenea este disponibilă pentru lupta împotriva trupelor sau a obiectivelor slabe. Proiectilul se compune dintr-o încărcătură de explozibil plastic și folosește unde de șoc pentru distrugere.
Ca urmare a experienței din Irak în lupte urbane se testează noi proiectile contra infanteriei, M1028. Ele conțin mai multe bile de wolfram (dense), fiind asemănător cu un cartuș de vânătoare mare. Bilele se împrăștie pe o rază mare, cauzând răni grave sau moartea personalului pe rază de 500 m. De asemenea, există variante ale acestei muniții, cu efecte neletale.
Alt tip de muniție pe care Statele Unite o studiază este muniția ghidată cu rază mai mare decât cea a câmpului vizual, pentru M1A2 SEP, dar parametrii sunt încă secreți. Ar fi un mod de ghidaj secundar în care un soldat de infanterie, un tanc de observație sau un elicopter să ilumineze un obiectiv cu un laser, iar un tanc M1 Abrams să tragă de la mare distanță. [(6)]

## Protecția
Tancul este cel mai blindat vehicul din armatele moderne. Blindajul este proiectat pentru a proteja vehiculul și echipajul împotriva unor amenințări variate. În general, cea mai importantă este considerată protecția împotriva impacturilor proiectilelor cinetice trase de pe alte tancuri. Tancurile sunt, de asemenea, vulnerabile față de rachetele antitanc, minele antitanc și bombele de mari dimensiuni, precum și față de tirul direct de artilerie, care le pot distruge sau avaria.
Tancurile sunt vulnerabile în special față de amenințările aeriene. Majoritatea tancurilor oferă o protecție aproape completă împotriva schijelor de artilerie și armelor antitanc mici cum ar fi grenadele autopropulsate. Însă blindajul necesar pentru protejarea față de toate amenințările posibile, din toate unghiurile, ar fi extrem de greu și puțin practic. De aceea proiectul tancului trebuie să caute un echilibru corect între protecție și greutate.

### Blindajul

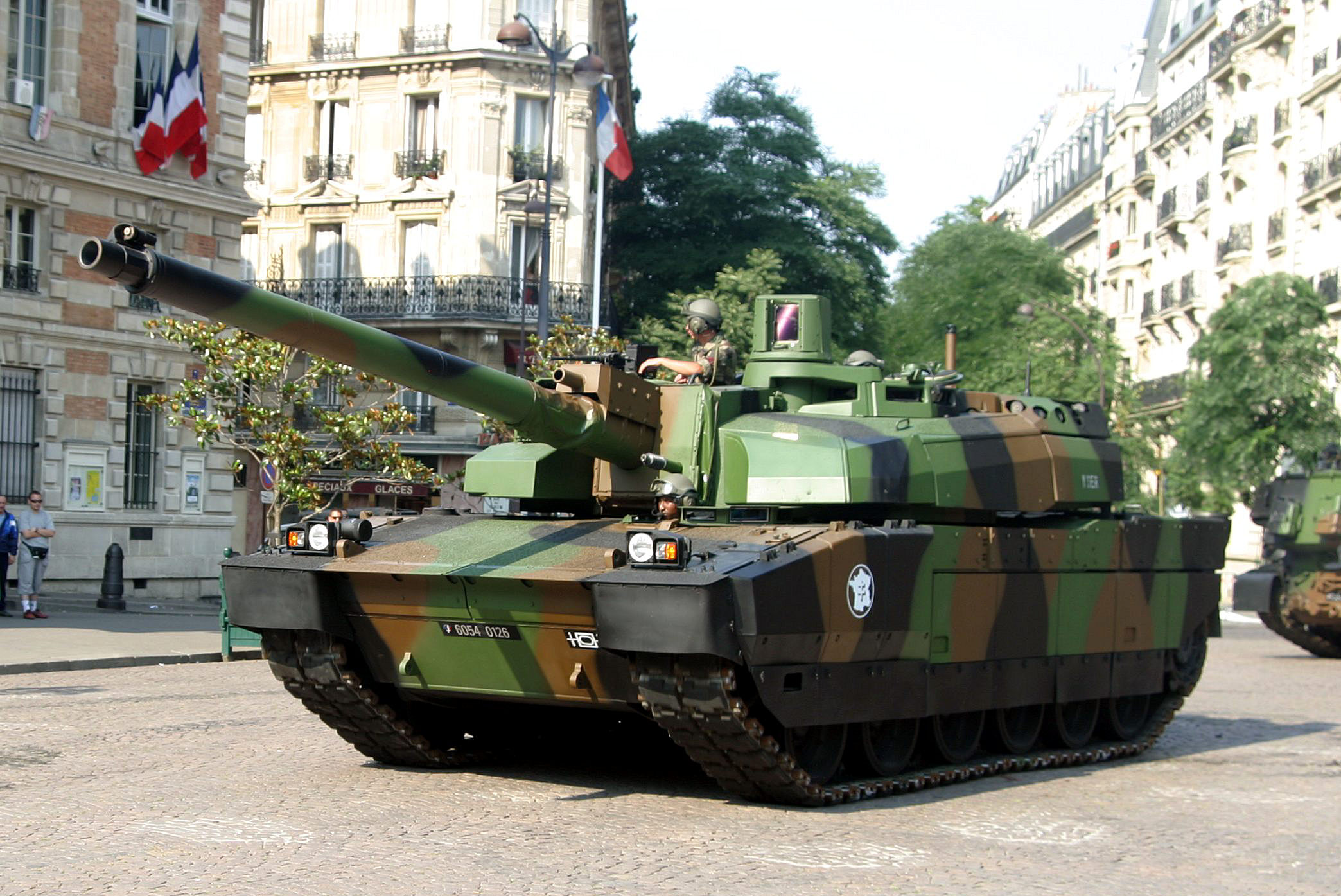
Tancul Leclerc folosește blindajul compozit.

La majoritatea vehiculelor de luptă blindajul este fabricat din plăci de oțel aliat sudate, sau, foarte rar, datorită costurilor foarte mari, dintr-o singură piesă. În unele cazuri blindajul este făcut din aluminiu sau alte materiale ușoare, ca fibrele sintetice. Eficiența blindajului este exprimată comparativ cu rezistența unei plăci etalon de oțel omogen laminat (RHA - Rolled Homogeneous Armour).
Tancurile nu sunt blindate uniform, grosimea blindajului depinde de zonă, fiind mai gros în zonele mai expuse impactului proiectilelor inamice. Partea cea mai bine protejată este zona frontală și turela, deoarece aici este instalat armamentul și de obicei pentru a trage trebuie expusă focului inamic. Înclinarea blindajului este variabilă, toate modelele moderne o au, chiar și blindajele compozite, greu de mulat pe forme.
Pentru a profita de cât mai mult de avantajul blindajului tancurile folosesc cât pot de mult acoperirea pe care o oferă terenul. Conductorul trebuie să orienteze tancul cu fața spre inamic și să înainteze doar cât să își descopere turela și să poată să tragă, expunând o suprafață cât mai mică. De asemenea, poate executa doar misiuni de supraveghere în care expune doar vizorul de artilerie, expunând și mai puțin tancul, sau stă ascuns, neexpunând nicio piesă a tancului. Abilitatea conductorului este vitală, pentru că trebuie să ia poziția cea mai bună în orice situație.
A doua parte cea mai protejată este partea frontală a șasiului. Datorită poziției sale, blindajul șasiului este mai subțire decât cel din partea frontală a turelei, dar în general este înclinat, lucru care mărește grosimea și asigură o bună protecție.
Părțile laterale ale șasiului și turelei sunt mai puțin protejate. Au în general aceeași grosime, suficientă împotriva armelor de mică putere. O lovitură perpendiculară pe blindaj în respectiva zonă cu un proiectil KE sau cu o rachetă grea, are multe șanse să distrugă tancul.
Partea inferioară și cea de deasupra au un blindaj subțire, de aproximativ 20 mm, grosime insuficientă pentru a opri oricare tip de armă specializată contra tancurilor, dar suficientă contra schijelor, grenadelor sau exploziilor apropiate.
Partea din spate este puțin protejată, dar este puțin probabil să fie lovită, blindajul ei este capabil să reziste la explozii indirecte, grenade și schije. O lovitură cu orice tip de armă antitanc în acea zonă poate distruge ușor chiar și tancurile moderne, atingând combustibilul, muniția sau depozitul turelei. În orice caz pierderea mobilității face ca tancul să devină un obiectiv ușor de distrus.
În ziua de astăzi, tancurile sunt vulnerabile la atacurile cu rachete specializate sau la atacurile aeriene. În cel de al doilea război mondial rachetele aviației și-au câștigat o reputație teribilă, în special în Franța după bătălia din Normandia. Analiza de după război a scos în evidență faptul că multe pierderi erau cauzate de tiruri greșite. Tunurile avioanelor Hawker Hurricane trăgeau cu muniție perforantă de 40 mm, respectiv de 37 mm la avioanele Stuka și puteau să fie foarte eficiente. Chiar și un cocktail Molotov în zona motorului, putea să avarieze sau să distrugă majoritatea tancurilor.
Înainte de cel de al doilea război mondial, mai mulți proiectanți de tancuri au încercat pe tancurile experimentale blindajul înclinat. Succesul cel mai mare a fost obținut de tancul T-34 sovietic. Așezarea în unghi a plăcilor de blindaj a dus la creștea eficienței contra proiectilelor, mărind grosimea efectivă a blindajului față de grosimea în direcție perpendiculară, respectiv mărind posibilitatea de a devia forța de impact.
Infanteria ușoară de asemenea poate imobiliza un tanc avariind șenilele cu arme antitanc. Pentru a evita atacurile în aceste zone tancurile au table de blindaj pe laterale protejând suspensiile și roțile de rulare. În plus oferă și protecție șasiului tancului. În caz de impact, proiectilul explodează în placa blindată, departe de corpul tancului. Totuși proiectilele KE pot distruge tancul și prin această zonă.
Încărcăturile de luptă cumulative folosite la proiectilele (HEAT) si grenadele reactive trase de bazooka, au fost o amenințare în al doilea război mondial. Aceste arme au o încărcătură explozivă care cauza mari distrugeri. La sfârșitul conflictului a apărut o adevărată revoluție în muniții odată cu inventarea proiectilului HEAT cu încărcătură goală.
Această muniție este formată dintr-un con de cupru cu baza așezată în partea din față și vârful în spate, înconjurat de un explozibil chimic, lăsând partea dinaintea focosului goală (de aici și numele). Respectivul spațiu gol este necesar pentru a putea permite ca în timpul impactului cu blindajul unda de șoc să topească cuprul, formând un jet de plasmă ultrarapid, de până la 8 km/s care practic topește blindajul și, printr-un orificiu injectează în interiorul blindatului plasma, anihilând echipajul.

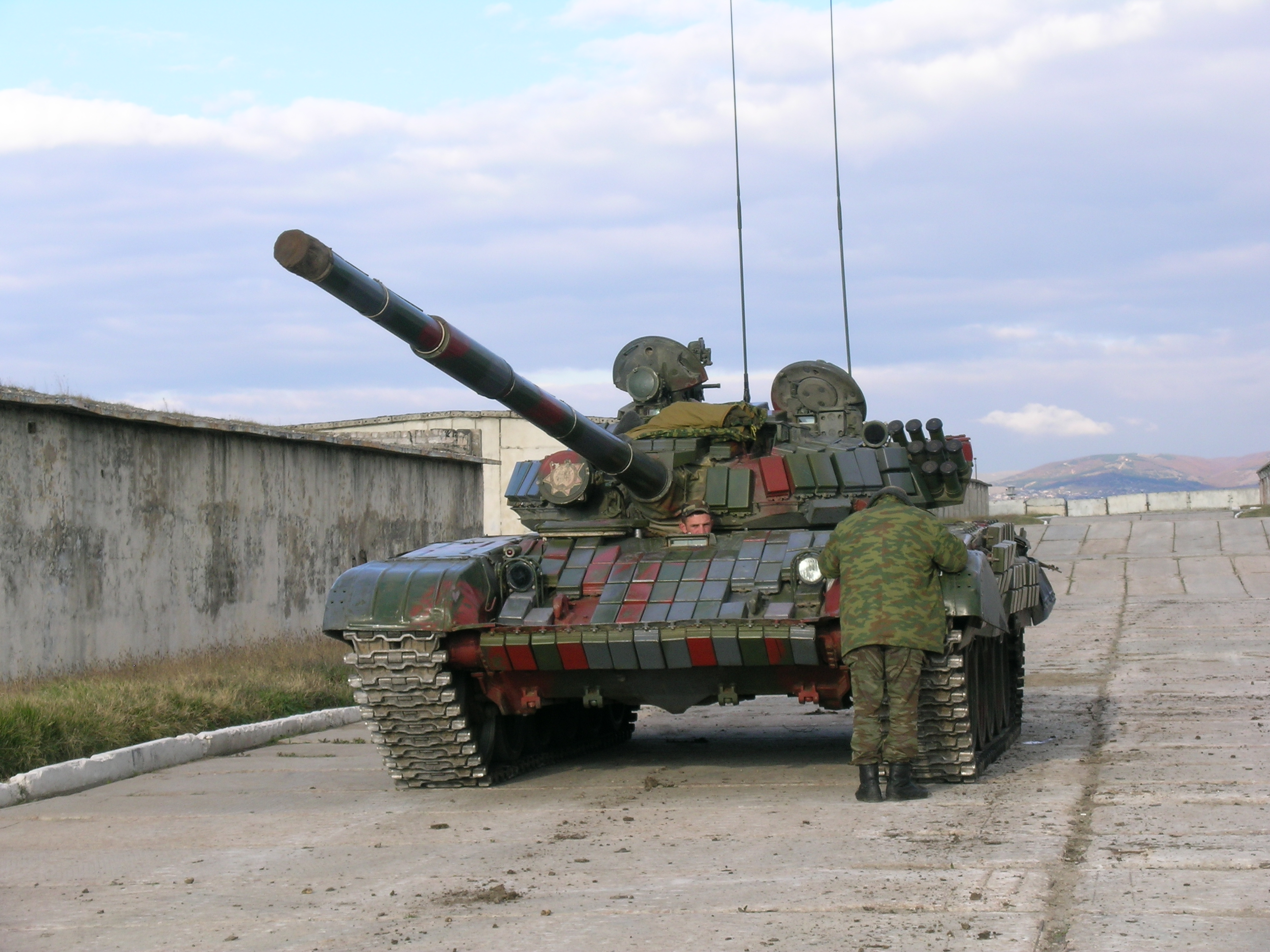
Un tanc T-72 al armatei georgiene dotat cu blindaj suplimentar ERA.

Chiar și proiectilele HEAT mai mici perforează mai mulți zeci de cm de oțel RHA independent de distanța de tragere. Nici un blindat nu putea contracara efectele lor până nu s-a descoperit din întâmplare, în timp ce se studia efectul proiectilelor HEAT, că o explozie apropiată de punctul de impact putea să oprească formarea jetului de gaz și cupru incandescent. Astfel a apărut blindajul reactiv (Explosive Reactive Armor - ERA). Blindajul ERA este făcut din plăci metalice cu un strat de explozibil plastic, care detonează în urma unui impact de proiectil HEAT, evitând efectul Munroe al acestor proiectile Blindajul reactiv este adăugat pe partea externă a tancului, sub formă de cărămizi. Totuși protecția este departe de a fi optimă, dar a fost considerată ca fiind o mare îmbunătățire. Cu prețul unei mici greutăți suplimentare se îmbunătățea drastic eficiența blindajului. Fabricanții de muniție au învățat lecția și au creat rachete cu încărcătură cumulativă dublă dispusă în tandem: prima încărcătură provocă explozia blindajului exploziv reactiv ERA, iar a doua încărcătură distruge tancul.
Până la sfârșitul anilor 70 nimeni nu a fost capabil să oprească forța distructivă a proiectilelor HEAT, blindajul RHA care rezista unui impact era atât de gros încât devenea puțin practic. Așa au apărut blindajul stratificat, primul a fost blindajul Chobham folosit pe tancurile de serie M1 Abrams. Dintr-o compoziție necunoscută, s-a aflat doar că era făcut din straturi de oțel cu ceramică între ele. Ulterior cu el a fost echipat și tancul britanic Challenger. În versiuni mai moderne, cu mari modificări, se mai folosește și astăzi la serile M1 și Challenger 2. Aceste blindaje măresc enorm grosimea echivalentă RHA, partea frontală a turelei M1A1 oferă protecție mai mult de 1000 mm RHA. Tancul AMX 56 Leclerc francez, Leopard 2 și Merkava sunt alte tancuri grele echipate cu blindaje stratificate moderne. În special tancul Leclerc are un blindaj ușor și foarte rezistent.
Totuși, pericolul cel mai mare pentru blindaje sunt perforatoarele cinetice KE. Acestea sunt bare lungi din aliaje metalice grele, stabilizate cu mici aripioare, și care concentrează toată greutatea și viteza pe o suprafață foarte mică. Grosimea blindajelor este unica protecție împotriva lor, însă multe sunt capabile să perforeze peste 500 mm de oțel RHA la 2000 m, iar cele mai sofisticate, din uraniu sărăcit, depășesc 800 mm de penetrare în blindaj standard RHA.
Alte proiectile moderne, cum ar fi proiectilele HESH, folosesc explozibili plastici care generează o undă de șoc foarte puternică, undă care provoacă desprinderea de pe peretele interior al tancului a mici bucăți de metal sub formă de schije. Ca apărare, în afară de blindaj, unele vehicule blindate, cum ar fi M1A1 HA, au în interior materiale antischije formate din plăci grele de uraniu sărăcit.

### Sisteme de protecție pasive

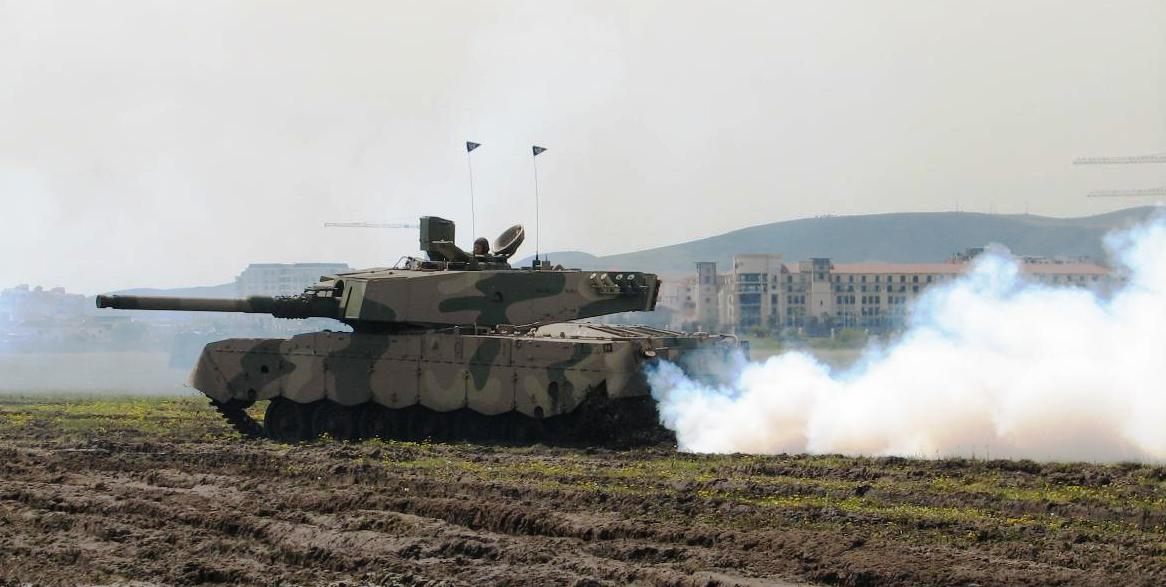
Un tanc Olifant (versiunea sud-africană a tancului Centurion) cu sistemul de fumizare termică în funcțiune.

Majoritatea vehiculelor blindate au aruncătoare de grenade fumigene, care pot foarte repede să genereze o perdea de fum pentru a ascunde vehiculul în retragere. Perdeaua de fum se folosește foarte rar în ofensivă, atacul prin fum îi blochează atacantului vizibilitatea și dă inamicului semnale de un atac iminent.
Unele grenade fumigene sunt proiectate să creeze nori foarte denși, capabili să blocheze razele laser pentru ghidarea rachetelor. Reducând vizibilitatea micșorează posibilitatea unei trageri bune, în special cu rachete antitanc unde este nevoie ca operatorul să mențină tancul inamic în obiectiv un timp relativ lung. Grenada fumigenă comună era cea de fosfor alb care crea o perdea de fum foarte repede și în plus era o eficientă armă incendiară contra infanteriei.
După apariția rachetelor care se ghidează după urma termică a motoarelor, majoritatea tancurilor au fost dotate cu o grenadă fumigenă care conține un compus plastic care arde în mai multe fragmente mici în scopul dezorientării senzorilor termici ai rachetelor.
Grenadele fumigene produc mult fum, dar de scurtă durată. Unele tancuri au generatoare de fum care pot genera fum tot timpul. Procedeul obișnuit constă în injectarea de combustibil în toba de eșapament, unde, neavând aer suficient, arde parțial, rezultând o perdea de fum gros. Cortina de fum poate fi emisă automat când se detectează o rază de laser pentru ghidarea rachetelor antitanc sau prezența telemetrului laser balistic al altui tanc. Acest fum are rolul de a împiedica observarea directă sau termică. Fumul împiedică raza de lumină ghid a rachetei sau laserul să măsoare distanța necesară calculatoarelor de tir pentru a calcula soluția optimă de tragere, prin asta reducând posibilitatea ca tancul să fie lovit. Blindatul Leclerc francez este echipat cu acest tip de apărare, numită Galix. Pentru blindatul T-90 rusesc se studiază un sistem asemănător.
Multe tancuri, de exemplu cel francez Leclerc, folosesc grenade cu gaze lacrimogene și grenade cu fragmentație antipersoanal. Uneori, de exemplu la unele tancuri din Israel, aceste grenade sunt lansate dintr-un mic mortier care poate fi utilizat din tanc.
Tancurile moderne au și alte sisteme de apărare pasive cum ar fi dispozitivul de avertizare antilaser, care activează alarma când tancul este marcat ca țintă de către un telemetru cu laser. Alt sistem pasiv este aparatul radio care dă alarma în cazul în care tancul este marcat de un radar folosit de armele antitanc ghidate.
Camuflarea unui tanc față de observarea directă este relativ ușoară, dar este aproape imposibilă față de observarea termică. Din acest motiv se studiază vopsele și acoperiri care să reducă urma termică, astfel ca tancul să fie puțin sau deloc observabil de sistemele FLIR, în special noaptea. Împiedicarea localizării de către radarele milimetrice cu care sunt echipate elicopterele de luptă moderne este însă și mai dificilă.

### Sisteme de protecție active
În afară de sistemele pasive există și sisteme de protecție active (APS). Un APS utilizează un radar milimetric sau altă tehnologie de detectare a focului inamic, calculează traiectoria tirului de grenadă antitanc (RPG) și dirijează un proiectil exploziv pentru a intercepta sau întrerupe atacul la câțiva metri de tanc. Actual, utilitatea acestor sisteme este testată în Statele Unite, Rusia și Israel pe modelele M1A2, Merkava Mk4 și T-90. Aceste sisteme nu oferă protecție împotriva proiectilelor cinetice perforante, dar pare că sunt eficace împotriva rachetelor.
Tot sistem activ este considerat sistemul rusesc Shtora, care încearcă să inducă în eroare operatorii rachetelor inamice. Folosit pe ultimele serii T-80 și T-90, se bazează pe două emisii termice situate la extremele frontale ale turelei, dând imagini false operatorului care folosește sisteme de observare termică ca FLIR. Sistemul încă n-a fost folosit pe câmpul de luptă, ca să se vadă eficiența lui. Dezavantajul lui este că operatorii pot fi instruiți să deosebească efectul de interferență produs de „Shtora”, care astfel pare a fi mai mult o soluție de moment decât ceva definitiv.

### Poziția membrilor echipajului și securitatea
Un tanc este în postura cea mai sigură când comandantul este așezat într-o poziție cu vizibilitate bună, de exemplu ieșit cu jumătatea corpului afară din turelă. În această poziție comandantul poate să vadă împrejurimile fără restricții și să observe mai repede operații inamice sau obstacole naturale și artificiale. El însă este expus pericolului, unica sa protecție fiind casca și vesta antiglonț.
Periscopul sau alte sisteme de observare ale tancului au, cu toate îmbunătățirile optice sau electronice, un câmp de vedere limitat. În acest fel, când tancul se află în teritoriu ostil, unde echipajul conduce tancul din interior, echipajul este mai puțin expus focului inamic direct, însă tancul este mult mai expus pericolului, datorită reducerii cu mult a vizibilității.

## Mobilitatea
Mobilitatea tancului se referă la viteza cu care poate traversa terenurile, capacitatea de trecere peste obstacole, mobilitatea totală pe câmpul de luptă și autonomia, podurile pe care le poate traversa, sau vehiculele care îl pot transporta.
Un tanc este proiectat pentru a fi manevrabil a putea acționa pe majoritatea terenurilor. Șenilele lui repartizează greutatea pe o suprafața mare, ajungând în unele cazuri ca presiunea pe sol să fie la fel ca aceea pe care o exercită piciorul unui om. Tipurile de teren care ridică probleme sunt în general terenuri moi și mlăștinoase, sau pietroase, cu fragmente mari de roci. Pe un teren normal un tanc poate ajunge la 30 sau 50 km/h. Viteza pe șosea poate ajunge la 75 km/h. Un tanc imobil este un obiectiv ușor pentru mortiere, artilerie și unitățile specializate antitanc ale forțelor inamice, ca urmare el trebuie să se miște cel puțin cu o viteză minimă (această măsură nu-l protejează contra rachetelor dirijate antitanc).
Altă problemă a mobilității este deplasarea tancurilor pe teatrul de luptă. Problemele de logistică privind deplasarea de la punctul A până la punctul B nu sunt întotdeauna simple. În teorie, sau într-o probă de marș de mai multe ore, un tanc este mai eficient pe terenuri variate decât orice alt tip de vehicul de luptă cu roți. Pe șosea tancul cel mai rapid nu este mai lent decât un vehicul de luptă proiectat să atingă o viteză medie. Totuși, în practică, greutatea mare a tancului combinată cu solicitarea șenilelor în unele puncte face ca viteza maximă pe șosea să poată fi menținută doar un timp scurt, ca să nu apară avarii mecanice la șenile. Viteza maximă în afara șoselei este mai mică și nu se poate menține continuu, datorită terenului variat și a obstacolelor imprevizibile, excepție făcând zonele cu relief plan (câmpie).
Deoarece deplasarea prin mijloace proprii provoacă o uzură mare, când este posibil este mai avantajos ca tancurile să fie transporte cu trenuri, trailere sau vapoare. Tancurile sunt extrem de grele cea ce împiedică transportarea lor cu avionul. Tancurile pot fi transportate pe calea ferată acolo unde exista o infrastructură feroviară, însă nici o țară nu are suficientă infrastructură feroviară ca să-și transporte toate tancurile. Planificarea încărcării și descărcării lor este importantă. Pentru a întârzia înaintarea, podurile și depozitele feroviare sunt obiective primare pentru forțele inamice. Folosirea mediilor de transport terestru sau pe mare face ca tancurile să nu poată fi utilizate ca forță de reacție rapidă.
La deplasarea în zone fără infrastructură feroviară sau cu puține străzi în stare bună, cu drumuri minate sau cu ambuscade frecvente, viteza medie a unei unități de tancuri este comparabilă cu viteza unui om pe cal sau pe bicicletă. Sunt necesare opriri frecvente pentru realizarea întreținerii planificate și a verificărilor de rutină pentru a evita întreruperile în timpul luptei. În plus, se fac opriri tactice pentru ca infanteria sau aviația să exploreze și să detecteze prezența grupurilor inamice antitanc.
Unele vehicule blindate folosesc roți în loc de șenile pentru a mări viteza și a reduce întreținerea. Aceste vehicule nu au mobilitatea vehiculelor cu șenile în terenuri dificile, dar sunt utile pentru forțele de intervenție rapidă datorită vitezei superioare.

### Operațiuni amfibii
Majoritatea tancurilor pot traversa râuri de mică adâncime. Adâncimea vadului este limitată în general de înălțimea prizei de aer a motorului și de poziția conductorului. Adâncimea apei care poate fi traversată de tancuri fără pregătire nu este mai mare decât înălțimea la care se află priza de aer (0.9-2m), iar cu pregătire prin montarea/desfășurarea a unui turn prevăzut cu snorkel (tub de admisie a aerului) se pot trece vaduri de 4-5m.

### Treceri prin vaduri de apă adânci
Cu modificări, unele tancuri pot traversa ape cu o adâncime mult mai mare. Tancurile Leopard I și Leopard II echipate cu sisteme de alimentare cu aer pot trece ape cu o adâncime de mai mulți metri. Sistemul este format dintr-un turn prevăzut cu un tub de admisie al aerului (vehicle snorkel), conectat la una din ieșirile superioare ale turelei, tub care asigură alimentarea cu aer și poate servi și ca ieșire. Înălțimea turnului poate ajunge la trei metri.
Unele tancuri rusești pot face astfel de scufundări utilizând doar tubul de admisie al aerului (vehicle snorkel) fără să aibă și turnul pentru evacuarea echipajului.
Acest tip de operații acvatice au nevoie de o pregătire minuțioasă a tancului, prin închiderea tuturor căilor de intrare a apei, inclusiv a ieșirilor vehiculului (cu excepția celei pe care se montează turnul de evacuare).

### Tancurile amfibii

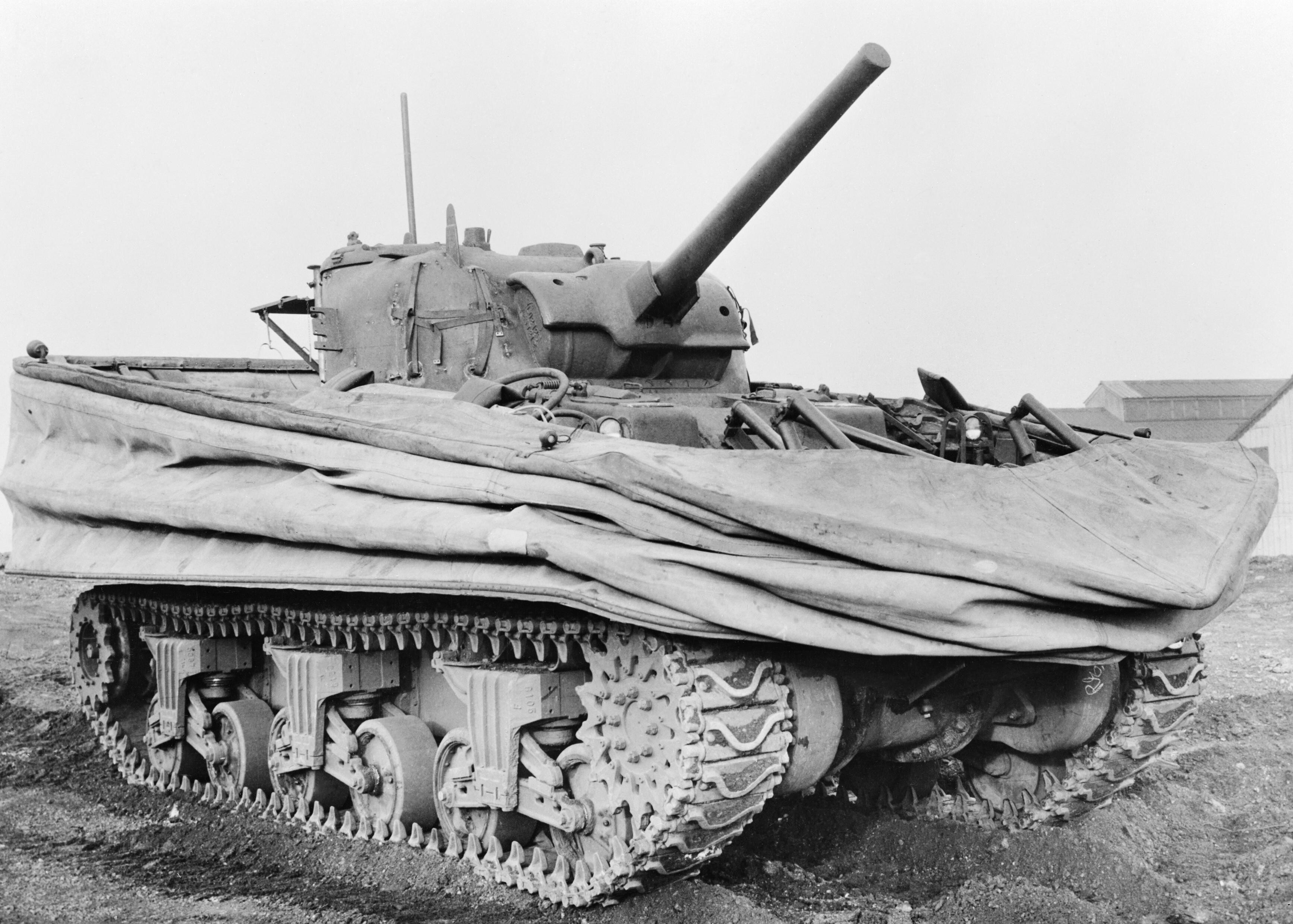
Un Sherman DD cu sistemul de plutire.

Unele tancuri ușoare cum ar fi PT-76 sunt amfibii, propulsate în apă de șenilele lor sau cu ajutorul unui hidrojet.
În al Doilea Război Mondial, tancul M4 Sherman a fost transformat în vehicul amfibiu adăugându-i un colac de cauciuc care îl ajuta să plutească. A fost numit Sherman DD și folosit în ziua-Z pentru a susține debarcarea pe plaje. Sherman DD nu puteau să tragă în timp ce pluteau deoarece cauciucul umflat depășea înălțimea tunului. Un mare număr din aceste tancuri s-au scufundat datorită vremii rele, totuși cele care au ajuns pe plajă au fost extrem de utile în primele momente ale debarcării.
Alt proiect de tanc amfibiu a fost Panzer III Tauchpanzer, care a fost proiectat pentru a fi transportat cu nave mai mari și debarcat în alte nave, care să-l ducă pe coastă. Spre deosebire de Sherman amfibiu, aceste Panzer III nu erau concepute să plutească, ci să poată merge pe sub apă, datorită protecției din jurul turelei. Erau planificate să fie folosite în operația „Leul de Mare” (invazia germană a Insulelor Britanice), dar până la urmă operația a fost contramandată. Ulterior și-au demonstrat eficiența traversând râurile sovietice. Restul vehiculelor nu erau capabile să le treacă.

### Agregatul energetic
Agregatul energetic al tancului asigură energia necesară pentru deplasarea vehiculului și acționarea diferitelor sisteme, cum ar fi rotirea turelei sau energia electrică pentru aparatele electronice. Tancurile din primul război mondial foloseau în general motoare pe benzină sau motoare electrice în regim mixt cu unul pe benzină.
În timpul celui de al doilea război mondial existau mai multe feluri de motoare, unele erau motoare de avion adaptate (M4 Sherman). În războiul rece tancurile aveau motoare diesel, iar la începutul anilor 1970 au început să fie introduse turbinele cu gaze.
Greutatea și tipul agregatului energetic sunt influențate de transmisie și de necesarul de putere. El determină viteza și manevrabilitatea tancului, viteză limitată în teren atât datorită uzurii și solicitărilor mari din suspensii cât și disconfortului echipajului supus la șocuri mari.

#### Motorul diesel
Majoritatea tancurilor moderne folosesc un motor diesel din motive economice și tactice. Motoarele diesel sunt foarte robuste, sigure, cu un consum redus și o întreținere ușoară. În general sunt folosite motoare cu 8 - 12 cilindri, care sunt supraalimentate prin intermediul unui grup de turbosupraalimentare.
Puterea motoarelor Diesel folosite la tancurile din ziua de azi variază de la 580 CP (T-55) la 1500 CP (Leopard 2). Alt avantaj față de motoarele pe benzină este mica inflamabilitate a combustibilului, cea ce este un avantaj important în cazul unui impact.
Rezervorul de combustibil este așezat în partea din spate (excepție face Merkava care îl are în față) și are o capacitate de 1000 de litri sau chiar mai mult. În unele cazuri când este necesară o autonomie extinsă, se pot adăuga rezervoare externe, iar dacă este nevoie de o autonomie și mai mare se poate atașa o mică remorcă, care se poate separa înainte de luptă.

#### Turbina cu gaze

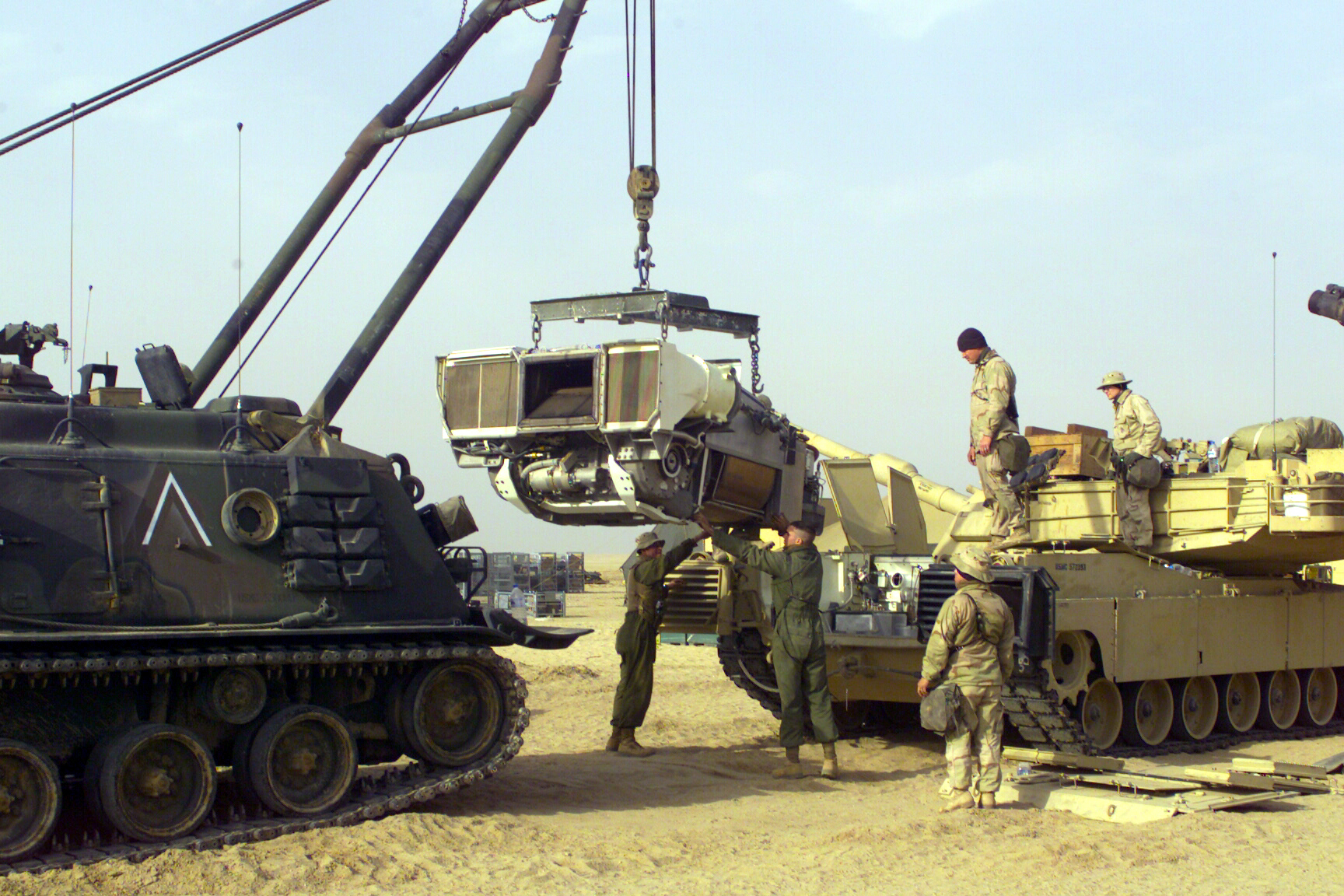
Instalarea unui motor pe un M1 Abrams.

Tancurile acționate de turbine cu gaze sunt relativ puține, ca cele din seria M1 Abrams și T-80. Avantajele lor sunt greutatea mai mică, sunt mai compacte față de motoarele diesel de putere similară si sunt policarburante funcționând cu motorină, benzină sau alți combustibili similari. Turbina tancului M1 Abrams produce 1500 CP și poate fi schimbată în mai puțin de jumătate de oră. În plus, permite accelerații mari, puterea poate fi livrată imediat și au o mare siguranță în funcționare. Altă caracteristică interesantă este zgomotul mic produs în timpul funcționării. În mod contrar a ce se credea, turbinele cu gaze sunt foarte silențioase. Ele emit un sunet de înaltă frecvență (ascuțit) care nu se aude la mare distanță, total diferit față de frecvența joasă a zgomotoaselor motoare diesel. Acest lucru le dă un evident avantaj tactic, putând să se apropie de inamic aproape silențios. Când se făceau antrenamente în Europa cu M1A1, germanii l-au poreclit "moartea șoptită".
Ca dezavantaj se menționează consumul mare de combustibil, chiar la ralanti motoarele au turații de mii de rotații pe minut. Deși supravegherea unei zone în poziție de luptă cu motorul funcționând este considerată o risipă de combustibil, totuși în condițiile unui posibil contact cu inamicul turbina nu este oprită din motive de securitate. Ca o curiozitate, un M1 Abrams consumă aproximativ 40 de litri doar în procesul de pornire. La pornire și pentru accelerare injectoarele se deschid la maxim. Din fericire în timpul funcționării normale consumul se micșorează. Ca urmare creează mari probleme logistice, având nevoie de unități de alimentare în apropiere, inclusiv în condiții de luptă. Consumul este atât de mare încât pentru a nu descărca bateriile tancului și a nu consuma combustibilul ținând motorul pornit s-au proiectat module de putere auxiliare cu mici motoare cu ardere internă, care generează suficientă electricitate pentru a menține în funcție sistemele electrice si electronice fără a consuma bateria și fără a ține în funcțiune turbina. Pe de altă parte, pentru a intră în regim normal de funcționare ca să miște tancul au nevoie de ceva timp de încălzire, un inconvenient în cazul unui atac surpriză de artilerie sau în situații similare.
Urma termică a turbinei cu gaz este mai mare decât a motorului diesel, în principal datorită jetului continuu de gaze din țeava de eșapament.
Turbina este mai sigură și mai ușor de întreținut, având o construcție mai simplă, cu puține piese în mișcare. În practică, totuși, aceste piese sunt supuse unei uzuri mai mari datorită turațiilor înalte la care lucrează.
Turbina este foarte sensibilă la praf și nisip fin. Este nevoie ca aerul să fie foarte curat, pentru a evita intrarea murdăriei în camera de ardere și abraziunea paletelor turbinei. În operații în deșert este nevoie de filtre speciale, schimbate de câteva ori pe zi. Dacă filtrul nu este bun sau este rău așezat pot intra obiecte sau schije, care pot distruge motorul. Motoarele cu piston au de asemenea nevoie de filtre, dar acestea sunt mai rezistente și durează mai mult.

## Urme sonice, seismice și termice
Tancurile imobile pot să fie bine camuflate în zone împădurite unde există o acoperire naturală, făcând dificilă detectarea și atacul din aer. În zonele deschise este foarte dificil să se ascundă un tanc. În ambele cazuri, când tancul pornește motorul poate fi descoperit mai ușor datorită zgomotului și căldurii generate de motor. Urmele lăsate de șenile pot fi văzute din aparatele de zbor, iar mișcarea în deșert ridică nori de praf ușor de localizat.
Un tanc cu motorul oprit de curând are o urmă termică mare. Chiar dacă tancul este ascuns după o colină, este posibil să fie detectat de un operator expert care descoperă coloana de aer cald pe care o emană acesta. Riscul poate să fie redus utilizând materiale termice care reduc radiația termică. Unele plase de camuflaj sunt fabricate cu materiale care dispersează căldura în formă neregulată, ceea ce reduce urma termică a tancului. Puterile motoarelor tancurilor moderne sunt în general de peste 750 kW (1000 CP) ca urmare produc o urmă termică mare. Masa compactă din metal a tancului radiază căldură lăsând o urmă precisă. Un tanc în mișcare este un obiectiv ușor de detectat cu un scaner în infraroșu.
Motorul diesel sau turbina de gaz propulsează tancul cu o putere comparabilă cu o locomotivă diesel. Zgomotul generat de un singur tanc se poate auzi la mari distanțe. Când un tanc pornește motorul stând pe loc, pământul din apropiere începe să tremure. În mișcare aceste vibrații cresc.
În războiul din Kosovo din 1999 s-a demonstrat că este important să se determine ca tancurile să se miște. În timpul primelor săptămâni ale conflictului, ieșirile aeriene NATO erau ineficiente în detectarea tancurilor sârbești. Acest lucru s-a schimbat când ELK (Armata de eliberare din Kosovo) au atacat unitățile de blindate. Măcar că ELK avea puține posibilități să distrugă aceste tancuri, scopul lor era ca blindatele să se pună în mișcare, fiind mai ușor identificate și distruse de forțele aeriene NATO.

## Comandă și comunicații

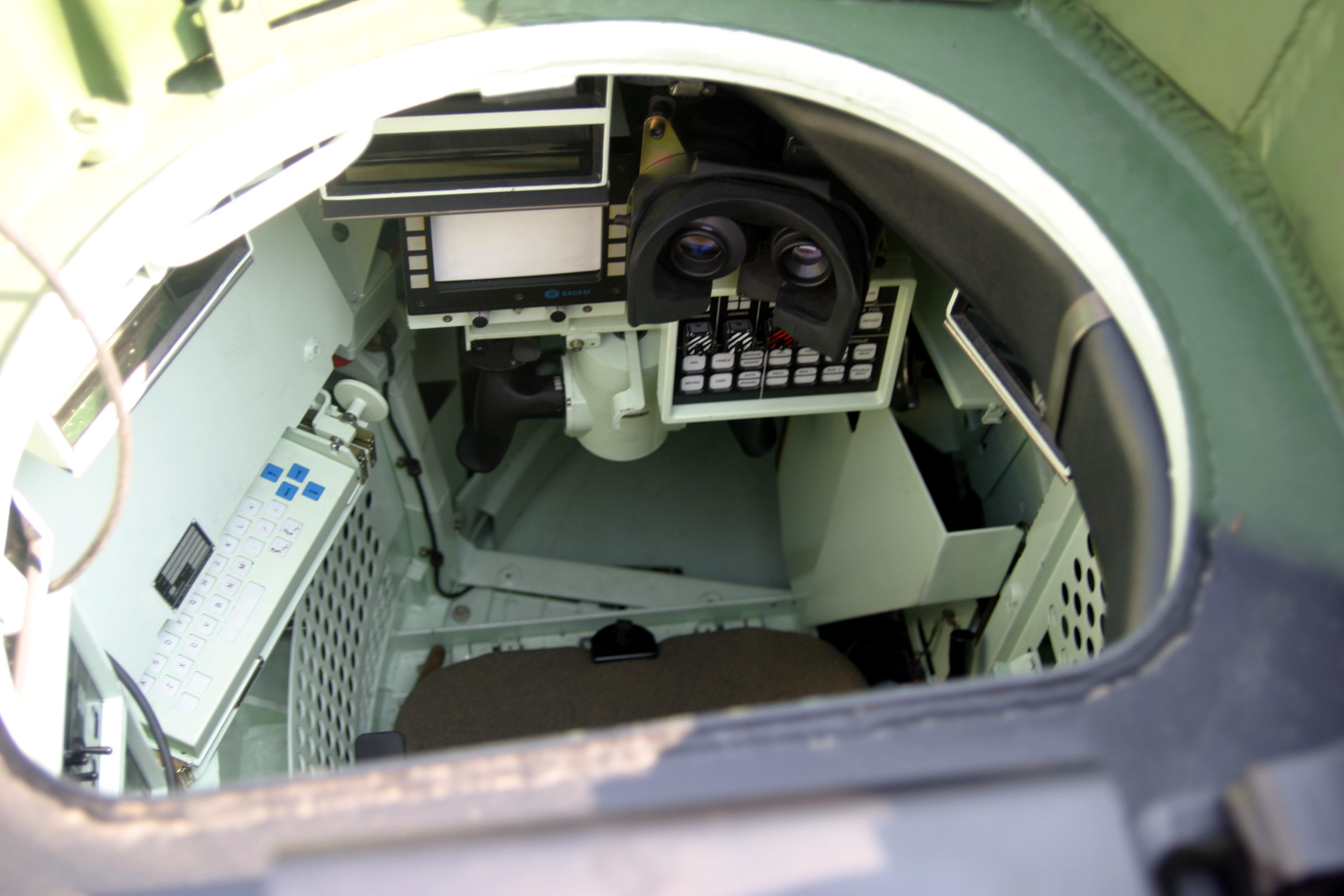
Interiorul unui tanc Leclerc (postul de luptă al comandantului).

Comanda și coordonarea blindatelor pe câmpul de luptă a fost mereu o problemă. Tancurile acționau inițial ca mici unități izolate. În interiorul tancurilor zgomotul motorului, terenul, praful, fumul și necesitatea de a ține trapa închisă generau principalele probleme de comunicație.
Comandantul trebuie să dea ordine pentru fiecare acțiune, mișcare sau foc. La primele tancuri munca comandantului era împiedicată de încărcarea și tragerea cu tunul. În multe vehicule de luptă comandantul transmite ordinul de mișcare șoferului atingându-l cu piciorul pe umeri sau spate. Vehiculele moderne au un interfon, permițând echipajului să comunice. Unele tancuri au un interfon extern în partea din spate, pentru ca infanteria să poată vorbi cu echipajul.
La primele operații cu tancuri, comunicațiile între membrii unei companii de blindate se realizau folosind semne manuale cu stegulețe: În unele situații un membru dintr-un blindat trebuia iasă din tanc și să se apropie de altul ca să comunice. În Primul Război Mondial, rapoartele erau trimise cu porumbei călători. Pentru a coordona tactica, echipele veterane foloseau semnalele cu rachete luminoase, fum, mișcare și trageri cu arma.
Între 1930 și 1950, majoritatea națiunilor au echipat blindatele lor cu un radio de comunicație, dar semnalele vizuale continuau să fie folosite. Un tanc modern este echipat cu un radio care îi permite să comunice cu o rețeaua radio a companiei sau batalionului și, dacă este posibil, cu sisteme radio la scară mai mare pentru a se coordona cu alte părți ale armatei. Tancurile comandanților de companie sau batalion au de obicei un radio în plus.
În stadiul de alertă majoritatea tancurilor operează cu trapa deschisă și comandantul (și posibil și alți membri) ieșiți pe jumătate din tanc. Când există foc inamic sau amenințări nucleare, biologice sau chimice, echipajul închide trapele și poate vedea câmpul de luptă doar prin deschizăturile de observație și prin periscop, ceea ce reduce serios capacitatea de observare a pericolelor.
Începând cu anul 1960, comandantul unui tanc a avut la dispoziție sisteme din ce în ce mai sofisticate pentru interceptarea obiectivelor. În tancurile moderne comandantul are vizoare panoramice, cu sisteme de vedere pe timp de noapte, cea ce îi permite să observe unul sau mai multe obiective, în timp ce trăgătorul acționează asupra altui obiectiv. În caz de pericol iminent sistemele avansate permit comandantului să preia comanda turelei și să tragă cu tunul.
Noile echipamente au îmbunătățit coordonarea tragerii, folosind telemetre laser, informații date de GPS și comunicațiile digitale.

## Vulnerabilitate

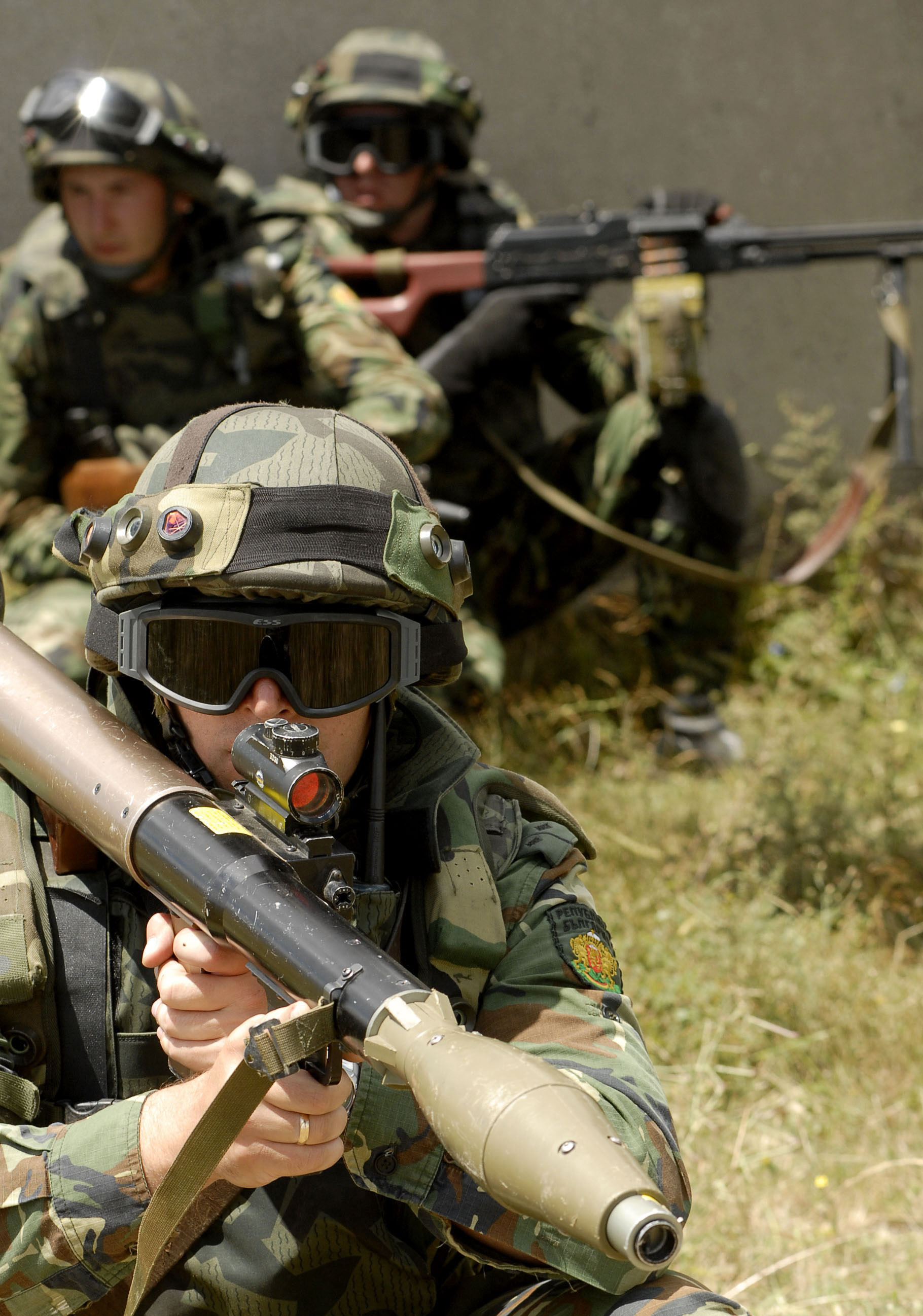
Soldați bulgari cu RPG-7, una din armele antitanc folosită în multe țări.

Deși pe câmpul de luptă tancul este o armă puternică, el nu este invulnerabil. Superioritatea tancului a determinat îmbunătățirea armelor antitanc. Cu apariția elicopterelor antitanc și posibilitatea lor de a lovi tancul în partea superioară, mai puțin protejată, au existat păreri după care tancul ar fi o armă depășită. Aceste afirmații par premature deoarece nu au existat până acum lupte importante între aceste arme. Totuși, multe persoane din guverne (în special cei care alocă fonduri armatei) afirmă că tancurile sunt scumpe, grele și logistic puțin mobile. În viitor bătăliile în câmp deschis comparabile cu cele din războiul din Golf vor fi din ce în ce mai puține, nu va mai fi necesară capacitatea de luptă cu vizoare și tunuri cu bătaie mare, cum au avut englezii și americanii în primul război din Golf. Credința actuală este că înfruntarea se îndreaptă spre o luptă apropiată, incluzând mediul urban. Acolo vulnerabilitatea tancurilor este evidentă, pentru că au fost proiectate special pentru al lupta contra altor tancuri. Repartizarea grosimii blindajului este edificatoare: frontal tancul este extrem de bine blindat, lateral are un blindaj mediu, iar partea din spate, cea dinspre sol și cea superioară sunt foarte puțin blindate, protecția fiind mai mult simbolică.
Cel mai bun exemplu este actuala situație postbelică în Irak, unde se pierd mai multe M1A1 în zonele urbane decât în timpul primului și al celui de al doilea conflict din Golf. Abrams este un tanc formidabil, dar caracteristicile de protecție, putere de foc și mobilitate aduc puține avantaje în luptele apropiate, unde pot fi atacate din toate unghiurile posibile și se pot exploata carențele de protecție în partea vitală a motorului, în partea de sus sau inferioară. Deschizăturile de observare, trapele de evacuare, ușile - orice punct este o sursă de pericol pentru un blindat în mediul urban. De exemplu o bombă improvizată (IED - Improvised Explosive Device) îngropată în șosea a făcut victimă un conducător al unui M1A1 Abrams HA, care a fost capabil să reziste la șocul unui proiectil cinetic tras din greșeala de un T-72 ca foc amical. De asemenea s-au pierdut tancuri în urma loviturilor grenadelor antitanc RPG-7 pe care insurgenții le posedă în cantități mari și pe care le pot obține de pe piața neagră la prețuri extrem de scăzute. Ele pot să distrugă tancuri grele în valoare de milioane de euro, dacă lovesc într-un loc vulnerabil. În concluzie, luptele urbane au compromis serios conceptele de protecție și mobilitate. Un proiectil cu încărcătură cumulativă care lovește partea superioară poate avea consecințe fatale pentru echipajul tancului sau cel puțin pentru cei din turelă, sau pentru tanc dacă lovește rezervorul sau motorul.
În ziua de azi armamentul antitanc a atins un înalt nivel, cum sunt la minele inteligente, care simt prezența unui blindat și atacă de sus, rachetele ghidate prin laser la distanță mare, sau armele cu bătaie scurtă din dotarea infanteriei. La aceste arme ușoare proiectilul descrie o traiectorie balistică pentru a lovi obiectivul de sus (precursorul acestei modalități a fost AGM 114 "Hellfire", rachetă antitanc folosită de elicopterul de luptă Apache). Raza lor de acțiune este de 1 - 2 km. Rachetele extrem de puternice, cum ar fi „Javelin” ale Statelor Unite, „Spike” ale Israelului, „MBT LAW” britanice etc. sunt capabile să distrugă orice tanc modern, chiar și noile modele sofisticate ca M1A2 Abrams, AMX 56 Leclerc, Leopard 2A6, Merkava Mk4, echipate cu blindaje stratificate, dar cu un punct slab în partea superioară. Protejarea acestei zone presupune mărirea greutății și volumului la valori inadmisibile. În plus, pentru a „câștiga partida” cu un tanc nu este necesară anihilarea echipajului, avariile produse de o rachetă pot scoate din acțiune tancul.

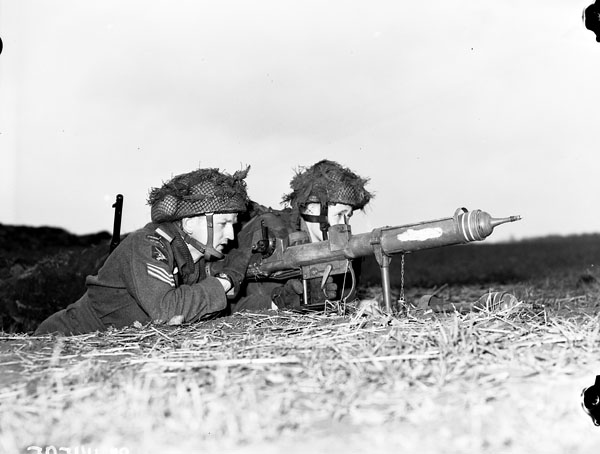
Soldați canadieni cu PIAT, una din primele arme personale antitanc.

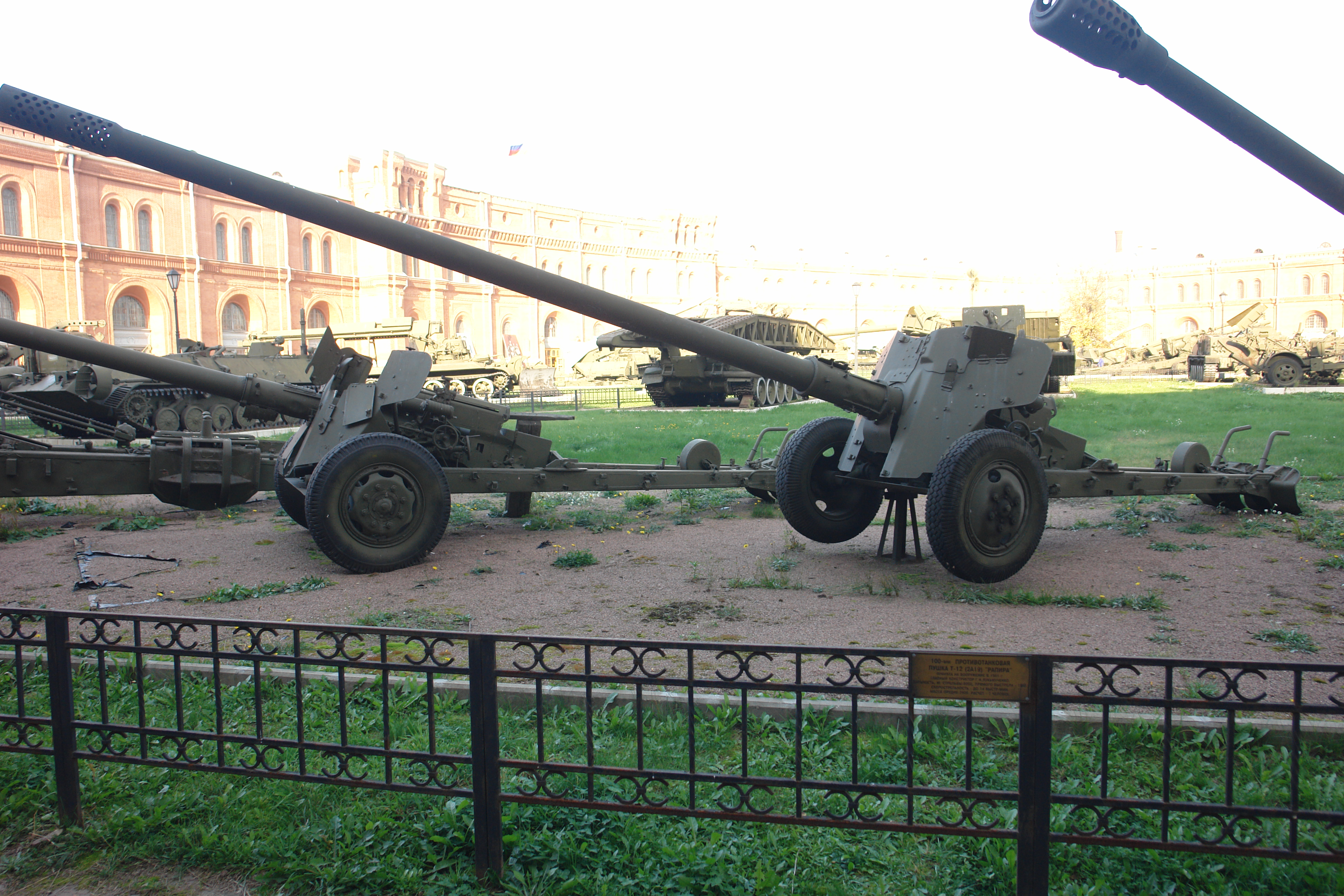
Tun antitanc 100 mm T-12.

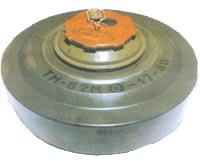
Mină TM-62.

În situația în care protecția pasivă a atins limita practică, cercetarea se îndreaptă spre blindaje ușoare tip „SLAT”, compus din grile metalice în exterior, care fac să detoneze proiectilul înainte de a atinge blindajul, micșorând radical eficiența lui. Blindatele Merkava Mk 3 pentru a proteja partea din spate a turelei au niște lanțuri metalice care îndeplinesc această funcție. Dar soluția nu pare a fi încărcarea vehiculului cu mai mult blindaj, ci evitarea atacului. Pentru asta au fost concepute diferite protecții care să evite lovirea blindatelor, expuse mai sus.

### Infanterie
Tancul este vulnerabil în fața infanteriei în special în teren închis și zone urbane. Blindajul și mobilitatea lor sunt avantaje notabile, dar de asemenea le face grele și zgomotoase. Acest lucru poate da inițiativa infanteriei inamice, permite să fie detectate și evitate până se poate trece la contraatac. Pentru a fi protejate de atacuri de infanterie, tactica blindatelor prevede sprijinul de către infanteria proprie, ca urmare a înfrângerilor din cel de al Doilea Război Mondial.
Pentru trupele veterane, este relativ ușor ca un soldat să se apropie de un tanc, în special când acesta are trapele închise, datorită limitării vizibilității tanchiștilor. Un soldat, dacă s-a apropiat de tanc, nu poate fi oprit cu tunul sau cu mitraliera coaxială. Când tancurile sunt în grupuri problema este mai mică, tancurile pot comunica între ele și se pot acoperi reciproc cu mitralierele.
Majoritatea armelor de infanterie antitanc cum ar fi rachetele sau grenadele pot penetra în zonele mai puțin blindate și produce avarii importante, imobilizând tancul. În plus, în zonele urbane, tancurile sunt vulnerabile la atacuri de sus sau de jos.

### Artilerie
Proiectilele convenționale de artilerie nu sunt eficiente contra tancurilor. Cu excepția proiectilelor foarte mari, blindajele pot suporta aceste impacturi. Însă chiar dacă un proiectil nu perforează blindajul, poate să-l avarieze.
În ultimii treizeci de ani s-au dezvoltat multe tipuri de proiectile antitanc, ca cele ghidate prin laser (CLGP), care garantează un impact în zona de sus a tancului.
Există forme pentru a încerca să se neutralizeze un tanc lansând o mare cantitate de grenade de tipul HEAT sau HEDP cu posibilitatea de a atinge tancul, care poate să se avarieze partea superioară a șasiului. Altă formă este risipirea unei cantități de mici mine antitanc, care probabil nu vor penetra blindajul, dar pot avaria șenilele și imobiliza tancul.
Aceste tipuri de muniție sunt trase în mod normal de artileria de calibru mijlociu, de 152 sau 155 mm. De asemenea, s-au construit mortiere de calibre mari (81 mm și chiar mai mult) cu muniție ghidată intern și extern.

### Mine
Tancurile sunt vulnerabile la minele antitanc. Principal avantaj al minelor este costul lor scăzut și posibilitatea de a fi ascunse. Sunt periculoase pentru că atacă o zonă puțin blindată. În general sunt letale pentru blindate ușoare și transportoare de trupe, și pot imobiliza un tanc greu. Recent s-au conceput modele de mine activate de senzori magnetici care detectează prezența blindatelor, mine capabile să lanseze o încărcătură care atacă tancul de sus.
Minele sunt și vor fi inamici mari ai blindatelor, simpla rupere a șenilelor presupune ridicarea tancului și repararea roților și șenilelor, uneori într-o zonă periculoasă.

### Elicoptere

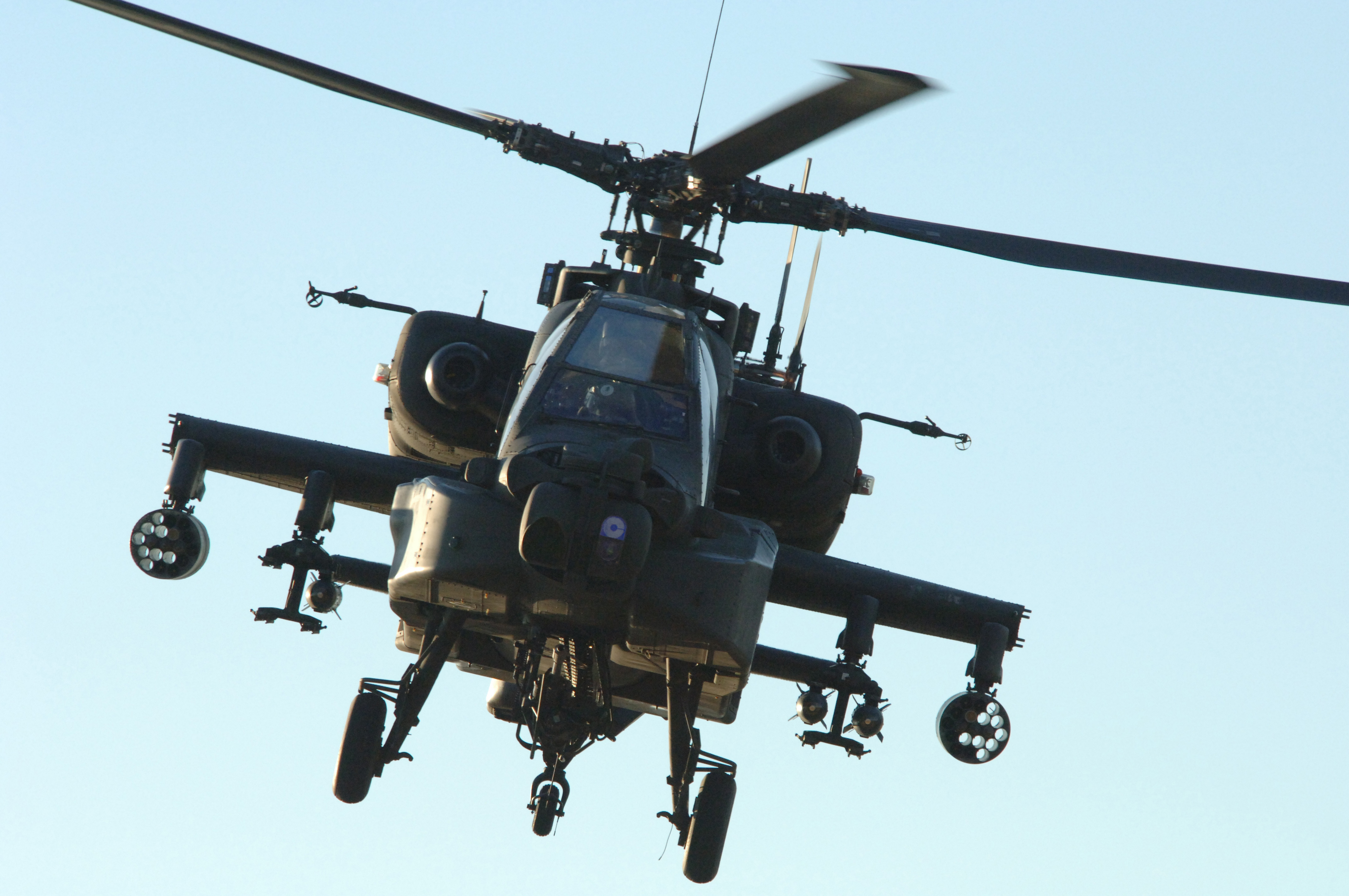
Elicopterul AH-64 Apache are capacități antitanc.

Actual, una din cele mai mari amenințări pentru un tanc este elicopterul vânător de tancuri, înarmat cu rachete antitanc ghidate, cu rază lungă și echipat cu tunuri automate. Elicopterul trebuie să se așeze într-o poziție în care să nu-i fie ușor tancului să-l atace. Cel mai mare avantaj al elicopterelor este mobilitatea lor mare față de capacitatea de observare limitată a tancurilor. Înarmate cu rachete, elicopterele pot produce tancului avarii importante, încât să nu mai poată funcționa, dar nu-l distrug. La fel, puternicele tunuri de 20 - 30 mm pot cauza avarii indirecte dacă atacă zone puțin blindate și dacă condițiile tragerii permit acest lucru.
Armele antitanc preferate de elicoptere sunt rachetele ghidate, majoritatea au rază de acțiune suficientă pentru a fi trase din afara razei de acțiune a tancului. Acest lucru poate fi contracarat de o nouă generație de proiectile antielicopter, care pot fi trase din tunul principal. Seria T modernă a tancurilor rusești posedă AT-11 Sniper, o rachetă de rază lungă cu capacitatea de a distruge obiective în zbor jos și viteză mică, cum ar fi un elicopter de luptă.

### Avioane
Multe avioane ca A-10 Thunderbolt II și Suhoi Su-25, au fost proiectate special pentru sprijinul aerian apropiat, care include distrugerea tancurilor. Avioanele pot utiliza arme asemănătoare elicopterelor, în plus pot avea bombe nedirijate sau ghidate prin laser.

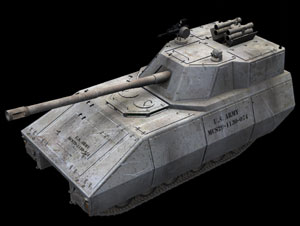
Reprezentare artistică a unui FCSMCS.

## Cercetarea și dezvoltarea
Există multe speculații despre viitoarea evoluție a tancurilor. O maximă militară spune că nu se poate ataca cea ce nu se poate identifica. Specialiștii înclină spre un tanc invizibil pe radar, adoptând tehnologia creată în principiu pentru avioane. Statele Unite par a fi în special interesate de acest aspect, însă sistemele de „invizibilitate” (stealth) sunt foarte scumpe și sofisticate. Există experiență, câștigată cu bombardierul B2, avioanele F-117 și F-22 Raptor, și a fost studiat și pentru elicopterul RAH 66 Comanche, însă proiectul acestui elicopter este acum abandonat.
De asemenea se studiază noi sisteme de propulsie pentru blindate. Dacă structura tancurilor se va schimba prin trecere la motoare electrice, ca acelea utilizate de mașinile grele pentru construcții, și la folosirea tunurilor tip „railgun”, care folosesc energia electrică pentru a accelera proiectilul, tunuri care în prezent se preconizează a fi montate pe nave, totuși va fi nevoie, în continuare, de un compartiment energetic performant. În prezent se folosesc turbina cu gaze sau motorul diesel, dar este posibil ca, în viitor, și alte tipuri de motoare experimentale să dea rezultate bune.
Cu toate îmbunătățirile tehnice, tancurile grele par a pierde numele de regii câmpului de luptă, considerându-se că încep să fie mai puțin necesare, scumpe de menținut și prezintă probleme de logistică. Noile proiecte par a se îndrepta spre un tanc ușor, chiar cu roți în loc de șenile, cu sisteme de apărare sofisticate și înarmat cu rachete. Acesta pare a fi sistemul folosit de armatele viitorului. Vor fi multe versiuni, ca CV90 suedez sau Pizzaro spaniol și, datorită greutății mici, vor fi foarte mobile.

## Legături externe

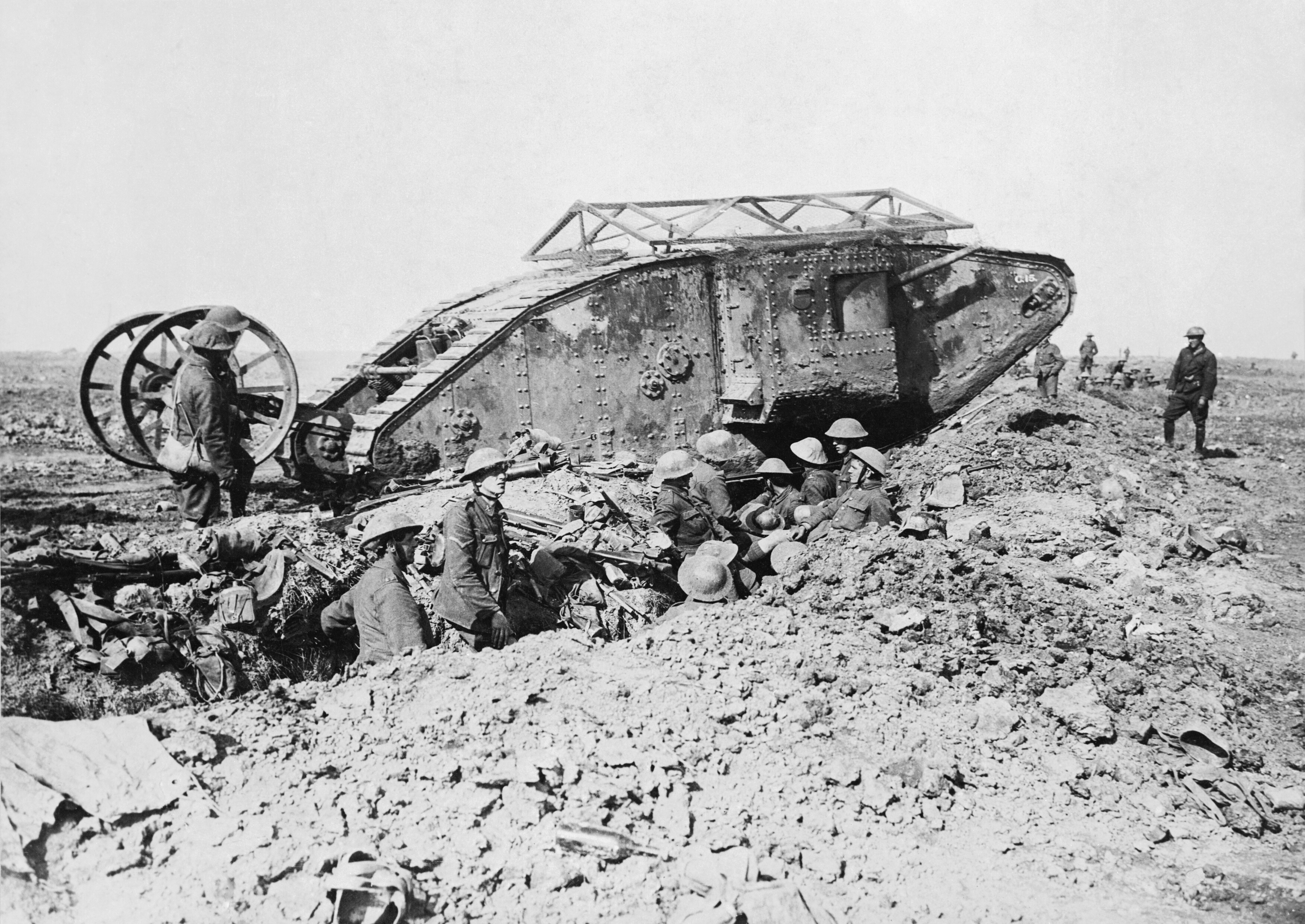
Tanc britanic Mark I în timpul bătăliei de pe Somme 25 septembrie 1916
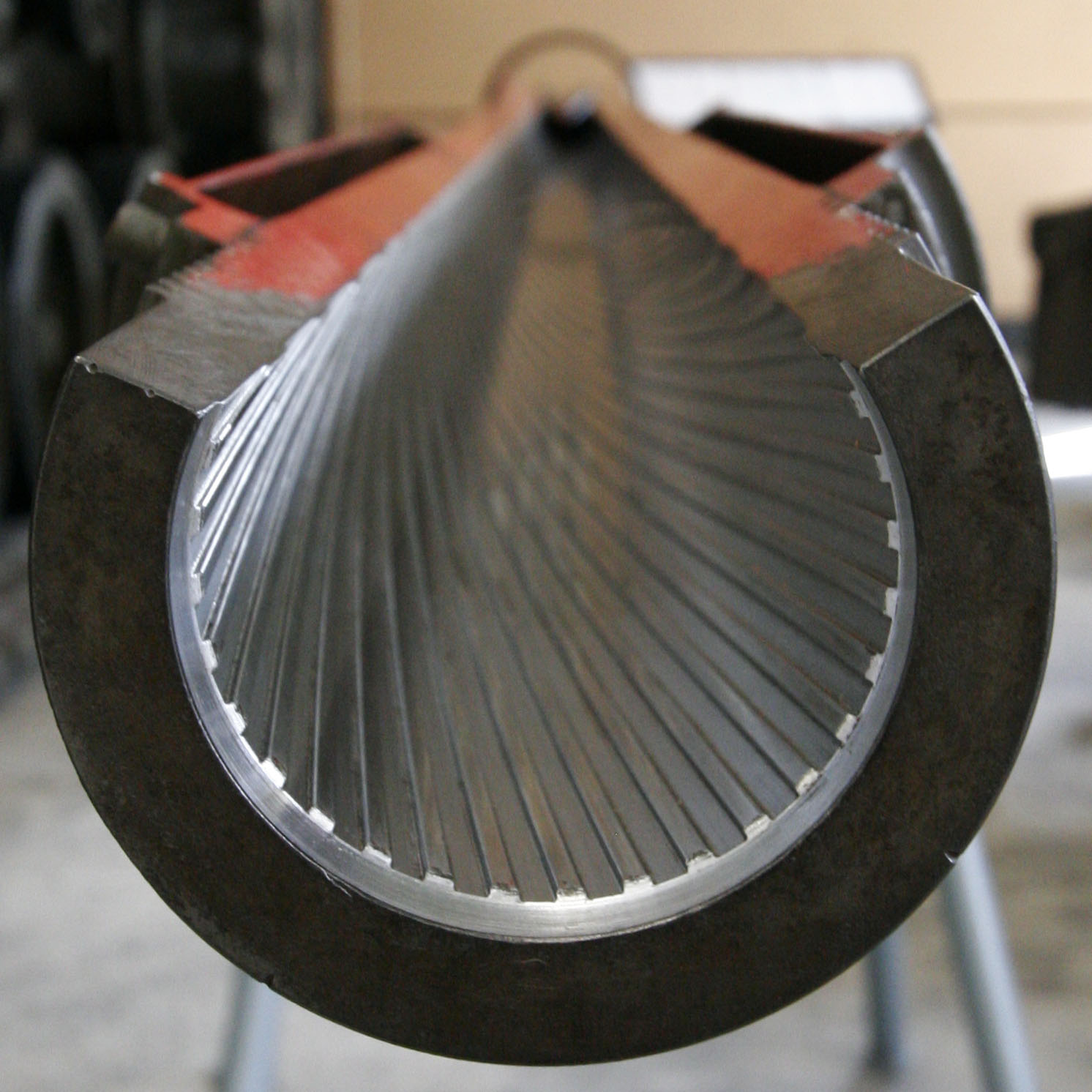
Ţeavă de tun ghintuită de 105mm
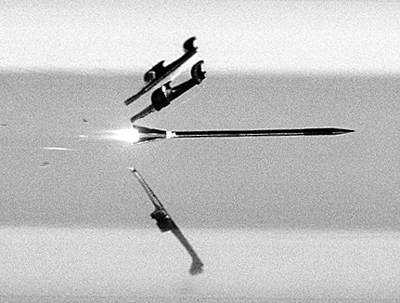
Detaşarea sabotului la un proiectil săgeată
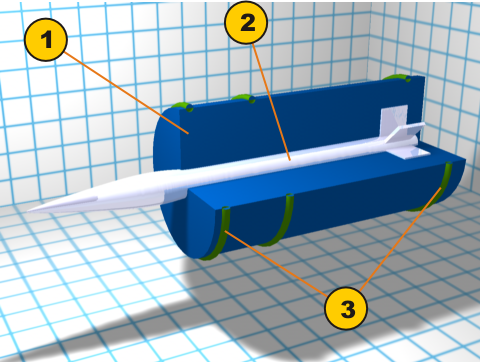
Proiectil săgeată - Armour Piercing Fin Stabilised Discarding Sabot (APFSDS)
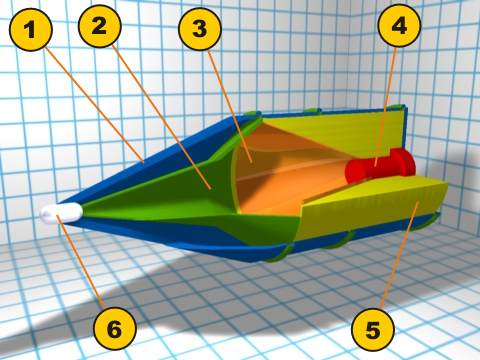
Proiectil cumulativ
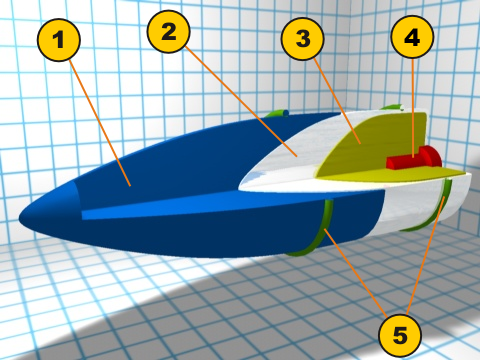
Proiectil perforant